# 国光汽車客運
国光汽車客運（こっこうきしゃきゃくうん）は台湾のバス事業者。略称は国光客運、国光。2001年7月1日に台湾省虚級化に伴い台湾公営バス（台灣省公路局の後進にあたる台湾汽車客運公司、略称：台汽）の96路線の旅客業務を継承して成立した。都市間を連絡する中長距離路線を運行する。800台の車両を保有し、1日7万人の輸送を行なっている。台湾では路線バスの総輸送量の40％を占めており、規模が一番大きいバス事業者である。
社名の「国光」とは、前身の台汽時代にアメリカから輸入したMCI(Motor Coach Industries)社製のバスで運行された最上位等級「国光号」に由来する（現在でも、3列シートで運行される便を便宜的に国光号と称する場合がある）。

## 概要
バスによる輸送比率が高い台湾では、台汽は主要都市を連絡する重要な交通手段として利用されていた。しかしながら、マイカーの普及や飛行機路線の拡充により乗客数は減少傾向にある。加えて、多数の民間バス会社が参入し、座席の高級化（通称「総統座椅」）やテレビのコンテンツを増やすなどサービスを拡充した結果、旅客の流出が進んでいた。このため、減収と運輸コスト上昇により台汽の事業経営は年々悪化していった。
台汽は1997年より組織改革を行い5つの運輸処を廃止し、本社に由るサービスセンターの直轄化等のスリム化を行ったが、2000年には債務超過状態に陥った。所管部である交通部は、台汽の事業継続が困難であるとして、事業停止や大規模リストラによる維持を含め検討した。しかし、市民の交通をアクセス維持するために事業停止は困難であり、またリストラ敢行には従業員の猛反発が予想されることなどから民営化の道が模索された。
こうして、台汽の高速道路53路線、一般路線43路線の計96路線と不動産開発部門を承継する、社員の共同資本による民間企業として「国光汽車客運股份有限公司」は成立した。民営化移行に伴い失業となる従業員数は200人以上となり、国光の営業開始当日に待遇で不満を持つ従業員の一部が台北や基隆で抗議活動・ストライキを行うなど、波乱ぶくみのスタートとなった。
最近では、日本のWILLER EXPRESSと業務提携を行っており、塗装の交換や国光汽車客運の子会社である「国光暇期旅行社股份有限公司」にWILLER EXPRESSも出資を行っている。

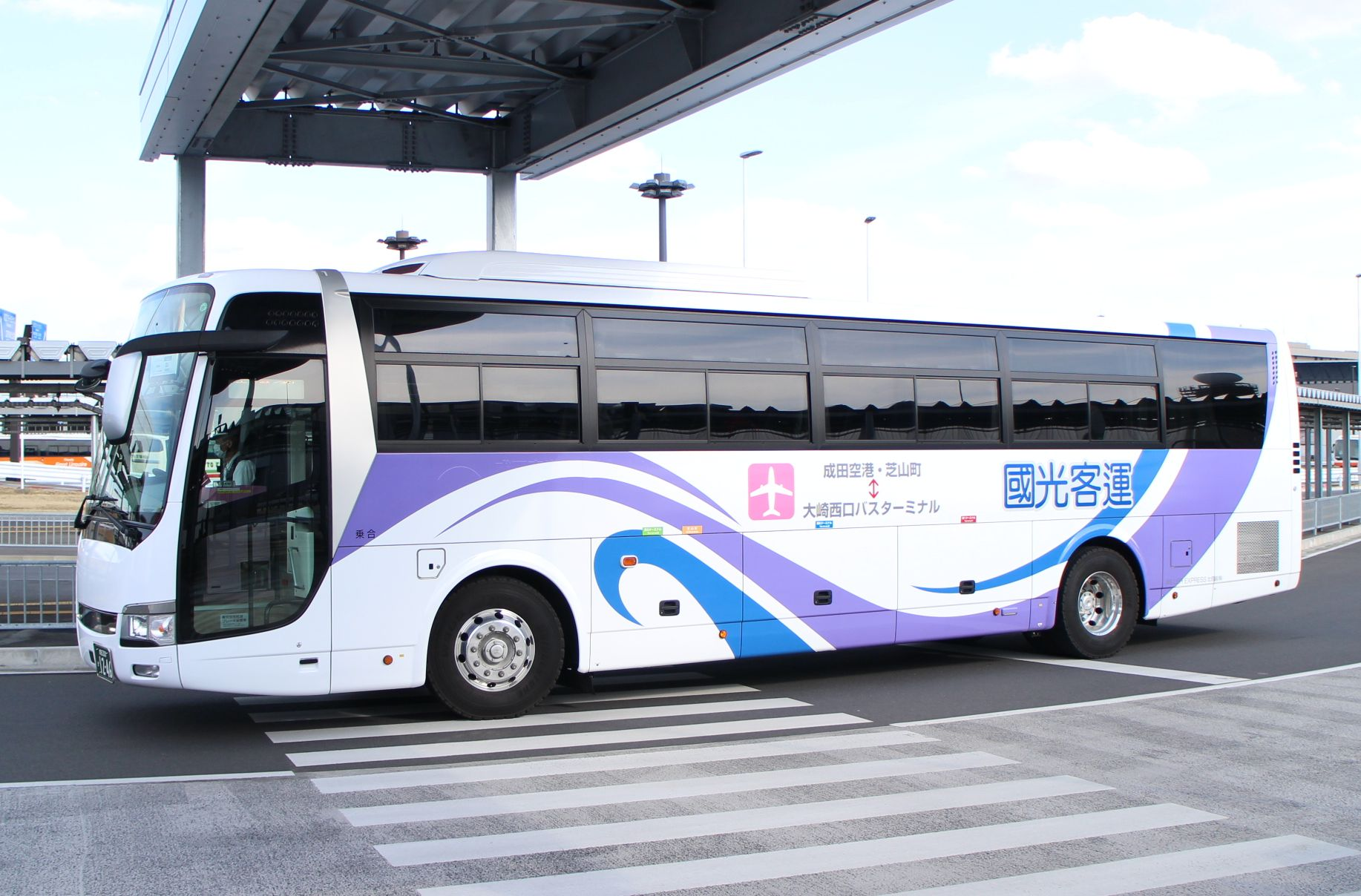
日本の大崎駅～成田空港で運行される国光汽車に塗装されたWILLER EXPRESの車両。

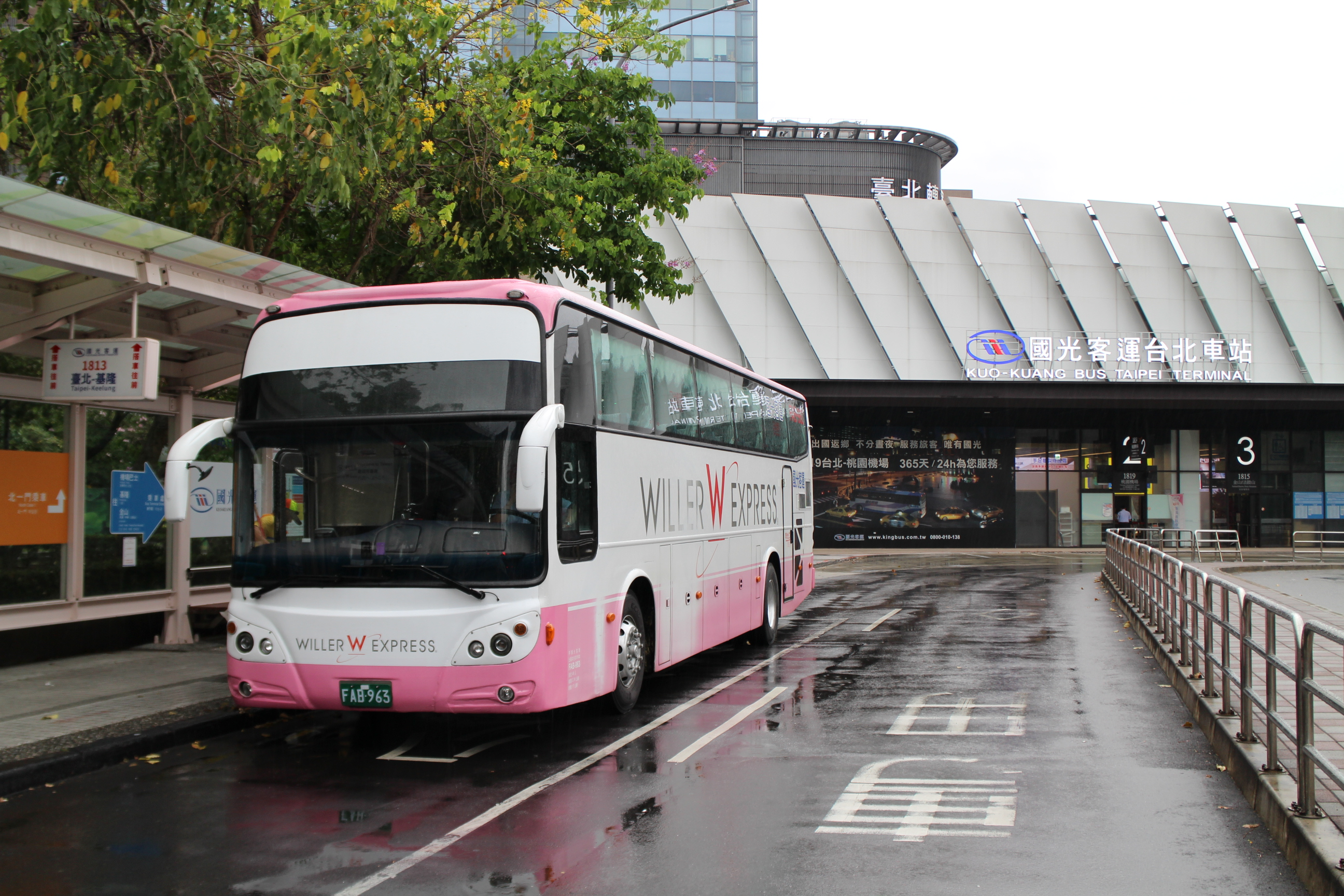
国光汽車にて運行されるWILLER EXPRESS塗装車

## 運行路線[1]

### 高速路線
1800路線:基隆～中崙
1801路線:基隆～国立台北護理健康大学
1802路線:基隆～三重
→一部松山空港経由もあり
1803路線:基隆～中歴
1804路線:基隆～新竹
1805路線:基隆～台中
1806路線:基隆～南投
1811路線:台北～羅東
1812路線:台北～南方澳
1813路線:台北～基隆
1814路線:台北～安楽社区・基隆
1815路線:台北～金山青年活動センター
1815A路線:台北～金山青年活動センター・法鼓山
1815B路線:南京林森路口・松江南京駅～金山青年活動センター
1815C路線:台北～金山青年活動センター(途中通過停留所あり)
1816路線:台北～桃園
1817路線:台北～大渓
1818路線:台北～中歴
1819路線:台北～桃園国際空港
1820路線:台北～竹東
1821路線:台北～員樹林～竹東
1822路線:台北～新竹
1822A路線:台北～元培科技大学
1823路線:台北～竹南
1824路線:台北～苗栗
1825路線:台北・板橋～苗栗
1826路線:台北～莒光新城・台中
1827路線:台北～科学博物館・台中
1828路線:台北～彰化
1829路線:台北～員林
1830路線:台北～北斗・明道大学
1831路線:台北～南投
1832路線:台北～土城～埔里
1832A路線:台北～愛蘭交流道～埔里
1832B路線:台北～埔里・普台高中(土日1往復のみ)
1833路線:台北～日月潭
1834路線:台北～嘉義
1835路線:台北～嘉義～阿里山
1836路線:台北～嘉義～新営
1837路線:台北～台南
1838路線:台北～高雄
1839路線:台北～屏東
1840路線:松山空港～行天宮～桃園空港
1841A路線:松山空港・中山国小駅～桃園空港
1842B路線:松山空港・中山国小駅～台茂
1843路線:南港～桃園空港
1851路線:板橋駅～莒光新城・台中
1852路線:板橋駅～科学博物館・台中
1860路線:桃園空港～台中
1861路線:桃園～台中
1862路線:桃園～高雄
1863路線:中歴～台中
1865路線:新竹～林口
1866路線:新竹～台中
1866A路線:元培大学・新竹～朝馬
1870路線:台中～嘉義
1871路線:台中～台南
1872路線:台中～高雄
1873路線:台中～屏東
1877路線:圓山・南港～頂埔・鳥石港
1878路線:圓山・南港～宜蘭
1879路線:圓山・南港～羅東・南方澳
1879A路線:圓山・南港～羅東
1880路線:基隆駅～羅東→首都客運と共同運行
1881路線:圓山～礁溪(直行路線)
2002路線:台北長庚病院～基隆長庚病院
9001路線:市政府～中歴→中歴客運・台聯客運と共同運行

### 一般路線(高墾線)
高墾線は高雄客運と屏東客運が共同運行している
9117系統:左営駅～墾丁
9117A系統:左営駅～枋寮
9127系統:自立～大鵬湾
9127A系統:左営駅～大鵬湾
9127D系統:左営駅～大鵬湾旅客センター
9127E系統:自立～大鵬湾・濱湾碼頭
9188系統:左営駅～鵝鑾鼻
9188A系統:自立～鵝鑾鼻
9189系統:左営駅～小湾

### 一般路線(新北地域)
578系統:台北駅～泰山公有市場
579系統:台北駅～泰山明志国民小学校
581系統:五股～蘆洲駅～御史路
582系統:台北駅～新北産業園区駅～五股立體
583系統:五股～栄總
780系統:雙溪～長源～内盤山
781系統:雙溪～長源
782系統:雙溪─柑腳

### 一般路線(宜蘭地域)
紅1系統:羅東～外澳
紅2系統:宜蘭～南方澳
緑12系統(松羅線):宜蘭～松羅
緑15系統(大礁渓橋線):宜蘭～大礁渓橋
緑17系統(天長地久線):羅東～長埤湖
緑18系統(壮園砂丘線):宜蘭～頭城駅
緑19系統(宜蘭東北角海岸線):礁渓－石城漁港
緑25系統(梅花湖線):羅東～梅花湖
緑28系統(南方澳港区線):蘇澳新駅～豆腐岬風景区
1743系統:宜蘭～松羅
1744系統:宜蘭～松羅～南山村
1745系統:宜蘭～羅東～南山村
1750系統:宜蘭～羅東～大平山
1766系統:南方澳～羅東～烏石港
1767系統:南方澳～中山西路口～烏石港
1785系統:宜蘭～圳頭
1786系統:宜蘭～内城
1787系統:宜蘭～東港
1789系統:宜蘭～枕頭山～大礁渓
1790系統:宜蘭～頭城
1791系統:羅東～南方澳
1792系統:羅東～天送埤
1793系統:羅東～牛門
1794系統:羅東～三星
1795系統:羅東～梅花湖～寒渓
1796系統:羅東～松羅
1797系統:羅東～岳明新村
1798系統:羅東～楽水
1799系統:蘇澳－永楽里

### 一般路線(嘉義地域)
中山幹線系統（緑）:嘉義大学蘭潭校～大富路
中山幹線A系統（緑A）:嘉義大学蘭潭校～228国家記念公園
中山幹線B系統（緑B）:嘉義高工～文化路口
忠孝新民幹線系統（紅）:弥陀夜市～忠孝北街
忠孝新民幹線A系統（紅A）:弥陀夜市～民雄工業区服務中心（民雄工業団地サービスセンター）
光林我嘉線系統（黄）:港坪運動公園～蘭潭
光林我嘉線A系統（黄A）:港坪運動公園～東洋新村

### 一般路線(新竹地域)
182系統:台鉄新竹駅～新竹駅～北大橋

### 一般路線(桃園空港)
桃園空港巡回バス:第一ターミナル～第二ターミナル

## 保有車種(高速路線用)

### 大宇バス

#### DAEWOO BH117K
- 車体工場 : 成運汽車
- エンジン : カミンズ ISM‐380
  - 最大馬力 : 380HP
- 導入年度 : 2005～2007年

　　2005年製が35台。2006年製が1台。2007年製が14台が現在、運行されておりそれぞれ車体デザインが異なる。

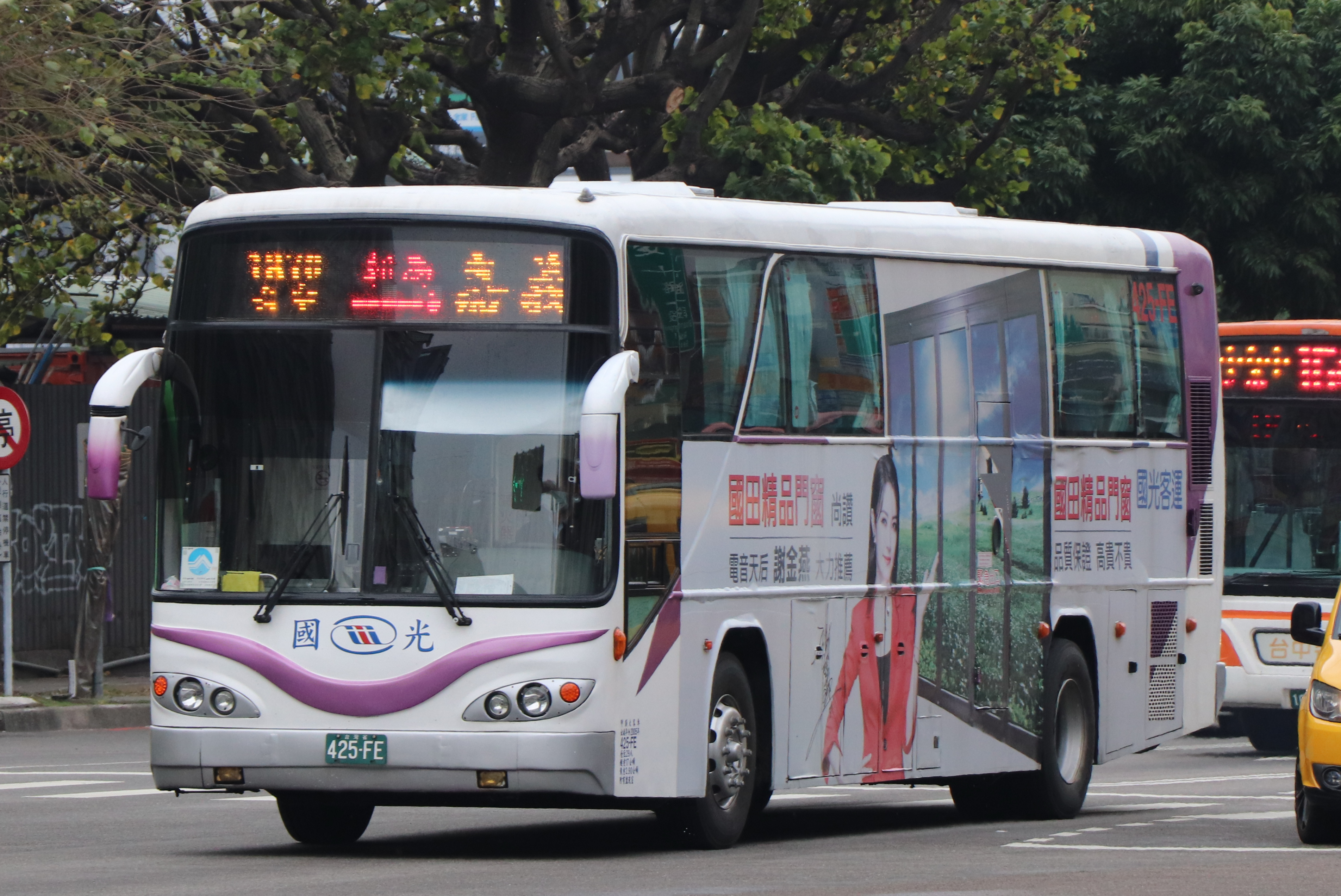
2005年に導入された車両。

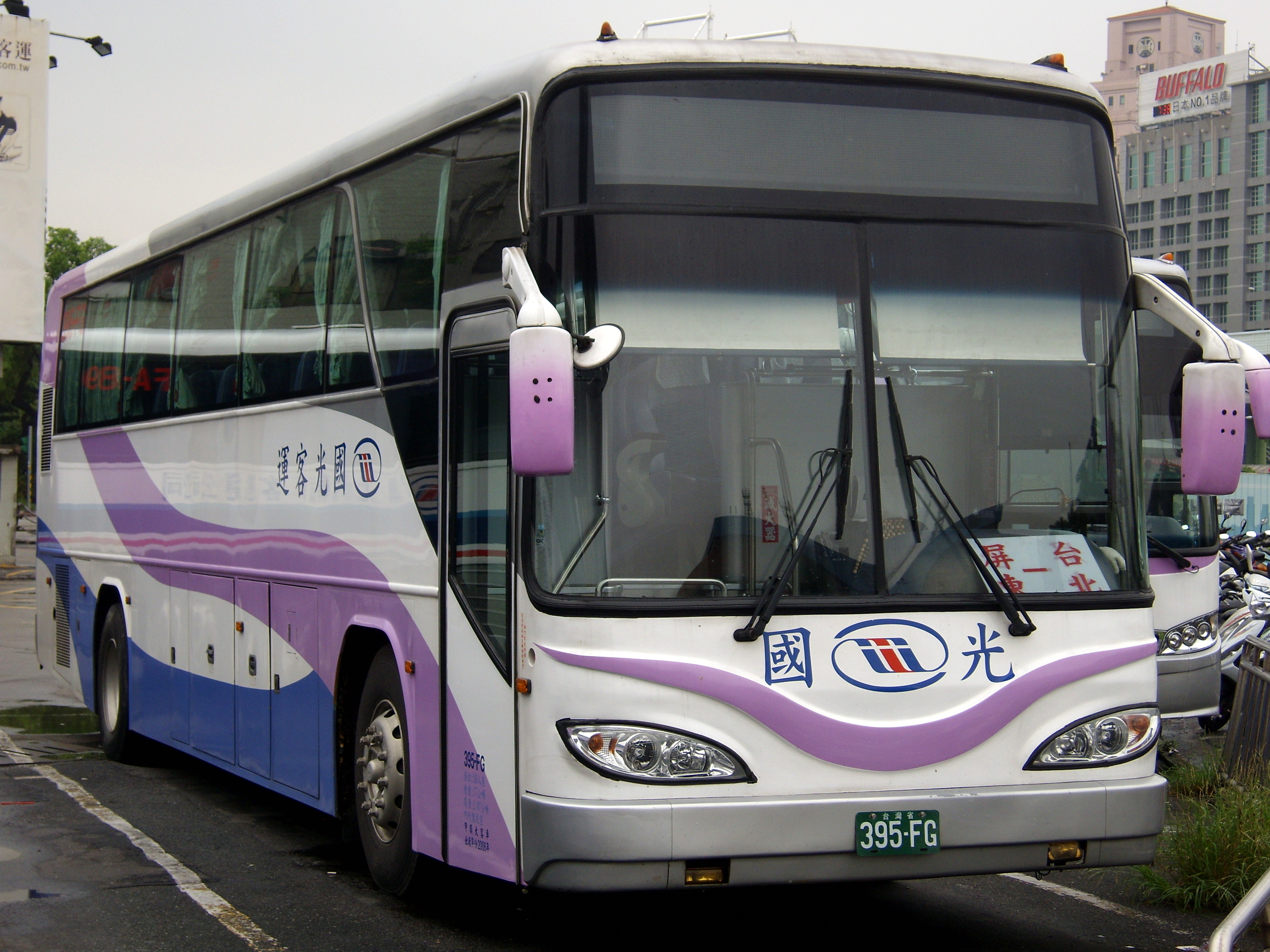
2006年に導入された車両。

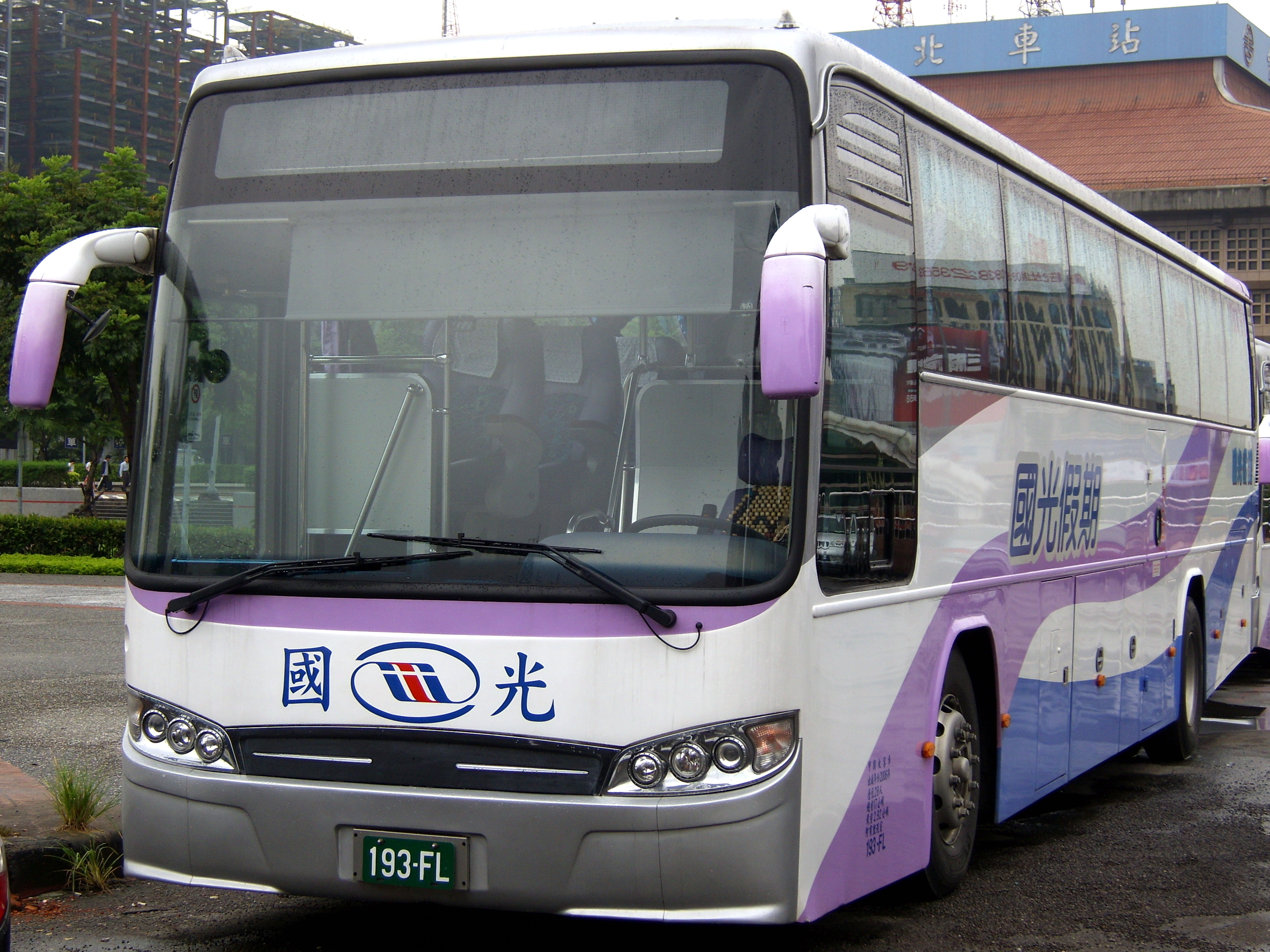
2007年に導入された車両。

#### DAEWOO BX212T

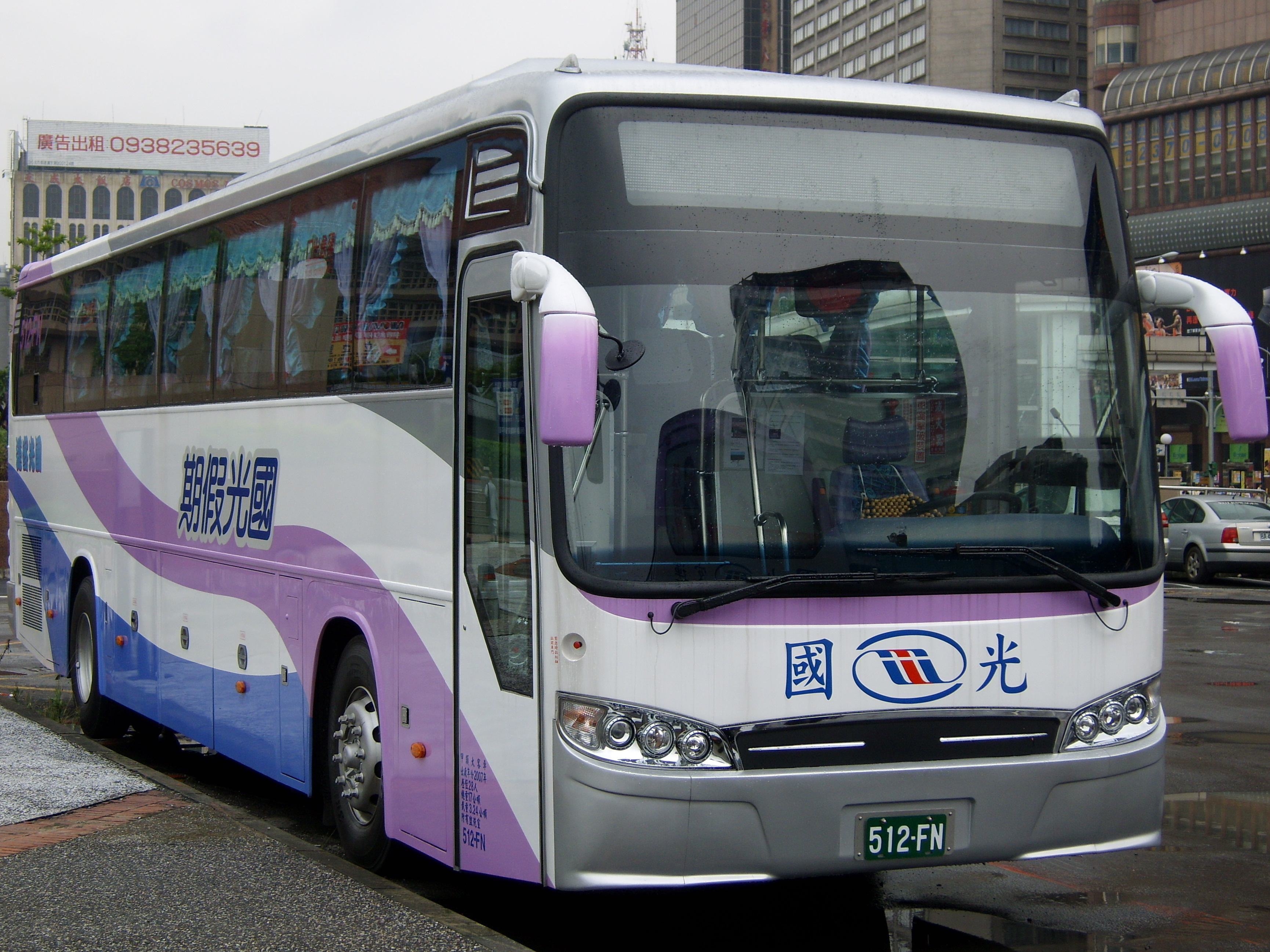

- 車体工場 : 成運汽車

- エンジン : カミンズ  ISL360
  - 最大馬力 : 360HP
- 導入年度 : 2007～2008年
123台が導入され、現在は50台が運行されている。

#### DAEWOO BX212MT(四代目)

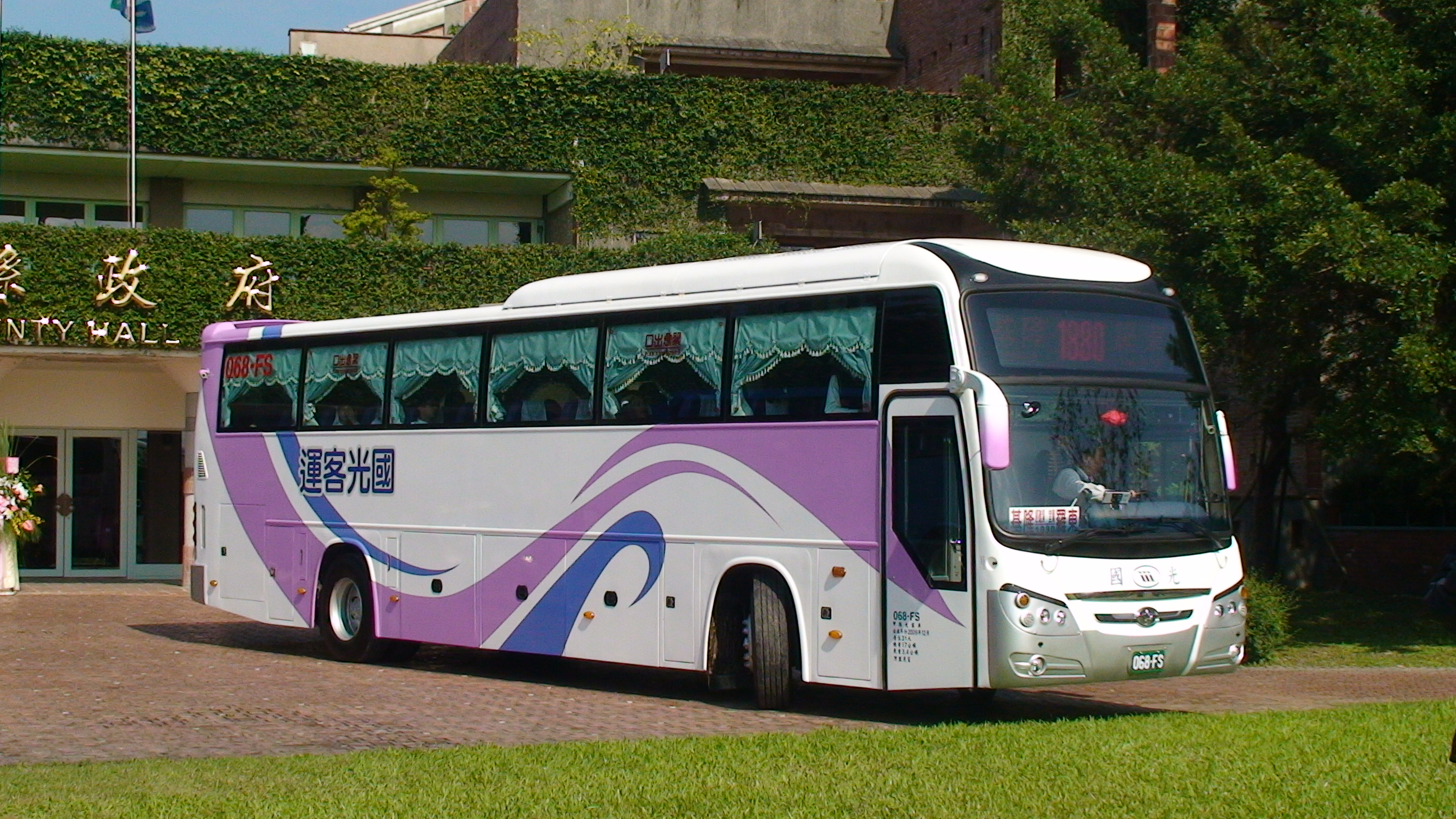
1880路線で運行されるBX212MT

- 車体工場 : 成運汽車

- エンジン : DOOSAN DV11S
  - 最大馬力 : 430PS
- 導入年度 : 2009～2012年
210台が運行されている。

#### DAEWOO BX212MT(五代目)

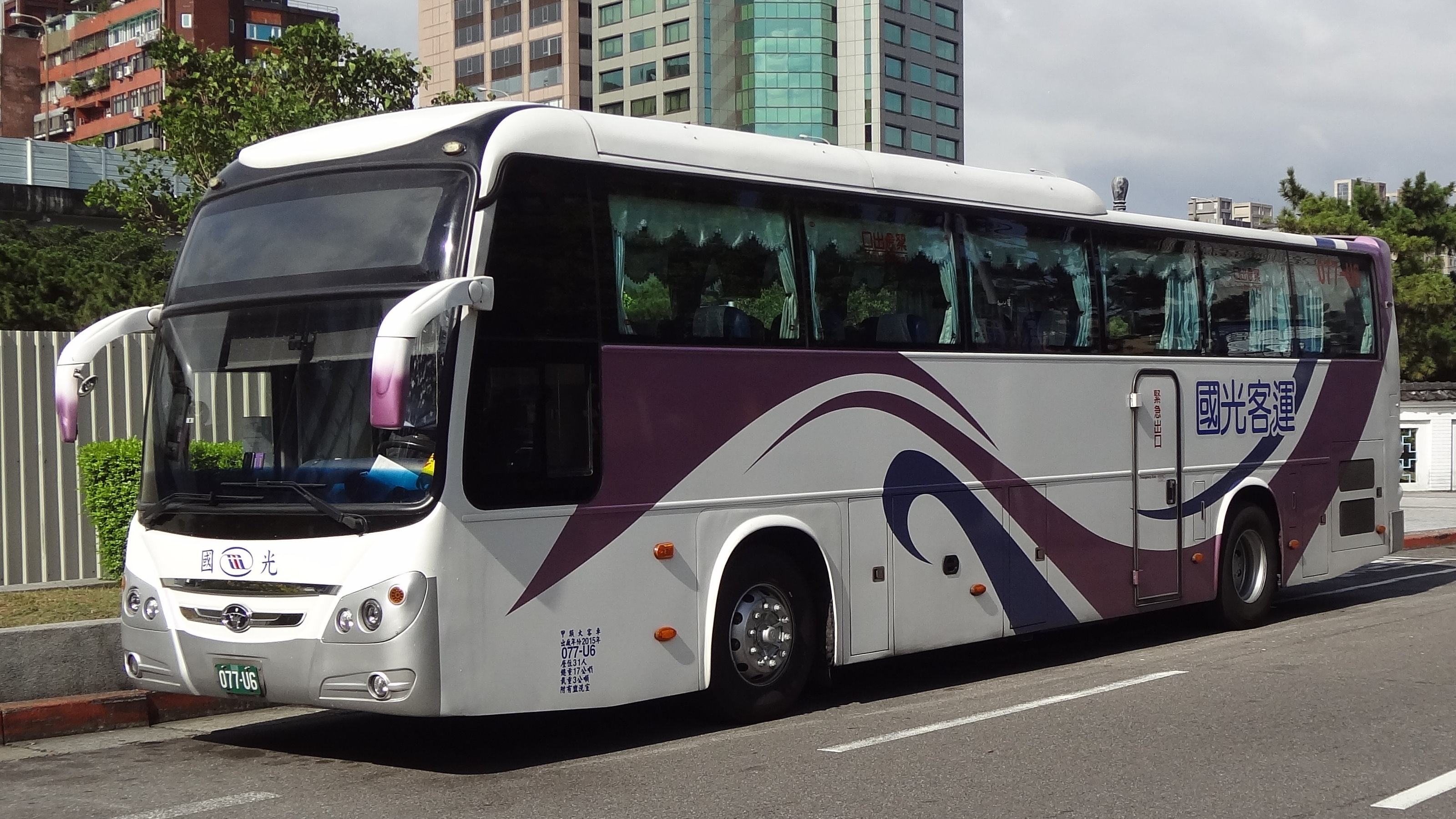
077-U６号車

- 車体工場 : 成運汽車

- エンジン : DOOSAN DV11K
  - 最大馬力 : 430PS
- 導入年度 : 2012～2017年
268台が運行されている。

#### DAEWOO FX116

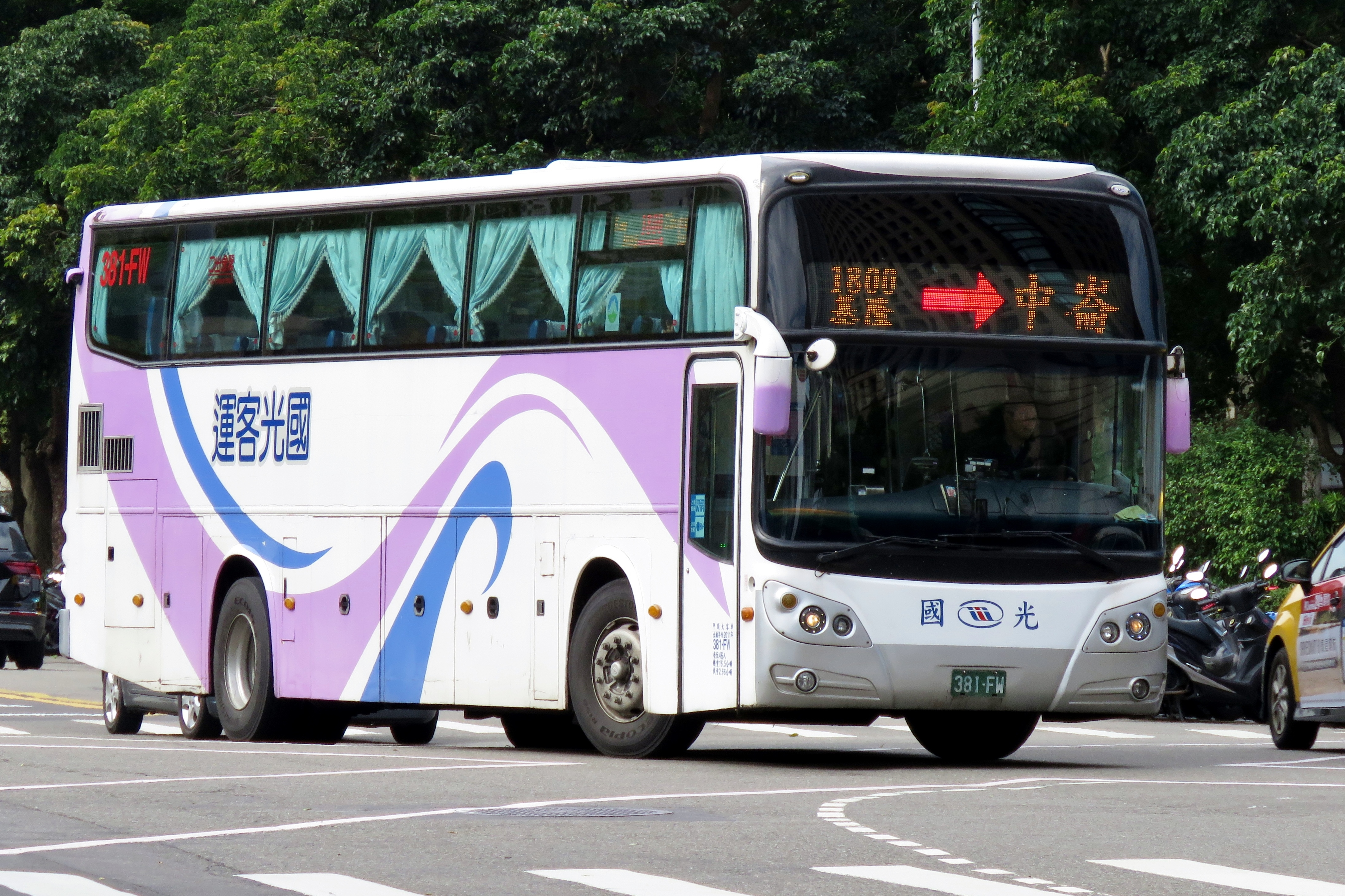
1800路線で運行されるFX116

- 車体工場 : 大吉・成運汽車

- エンジン : DOOSAN DL08S
  - 最大馬力 : 340PS
- 導入年度 : 2011～2013年
短距離の高速バス路線にて運行されており、99台が在籍している。

#### DAEWOO BH115K

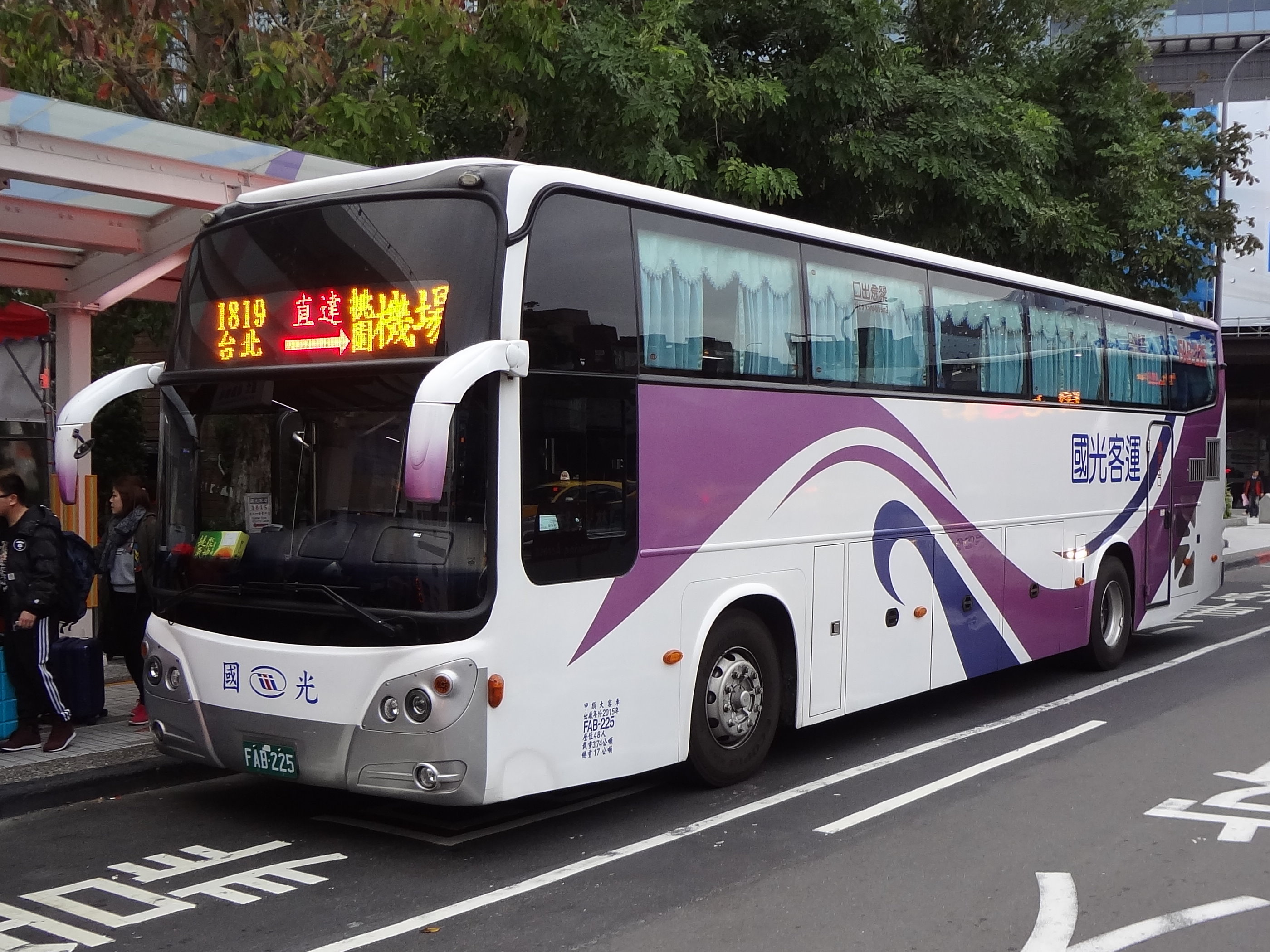
1819路線にて運行されるBH115K

- 車体工場 : 成運汽車

- エンジン : DOOSAN DL08K
  - 最大馬力 : 340PS
- 導入年度 : 2014～2018年
短距離の高速バス路線にて運行されており、国光汽車の最大勢力を有し、319台が在籍している。
2011年に5台が観光車から高速路線車に転用された。
FAB-963号車はWILLER EXPRESSの塗装になっている。

#### DAEWOO FX117

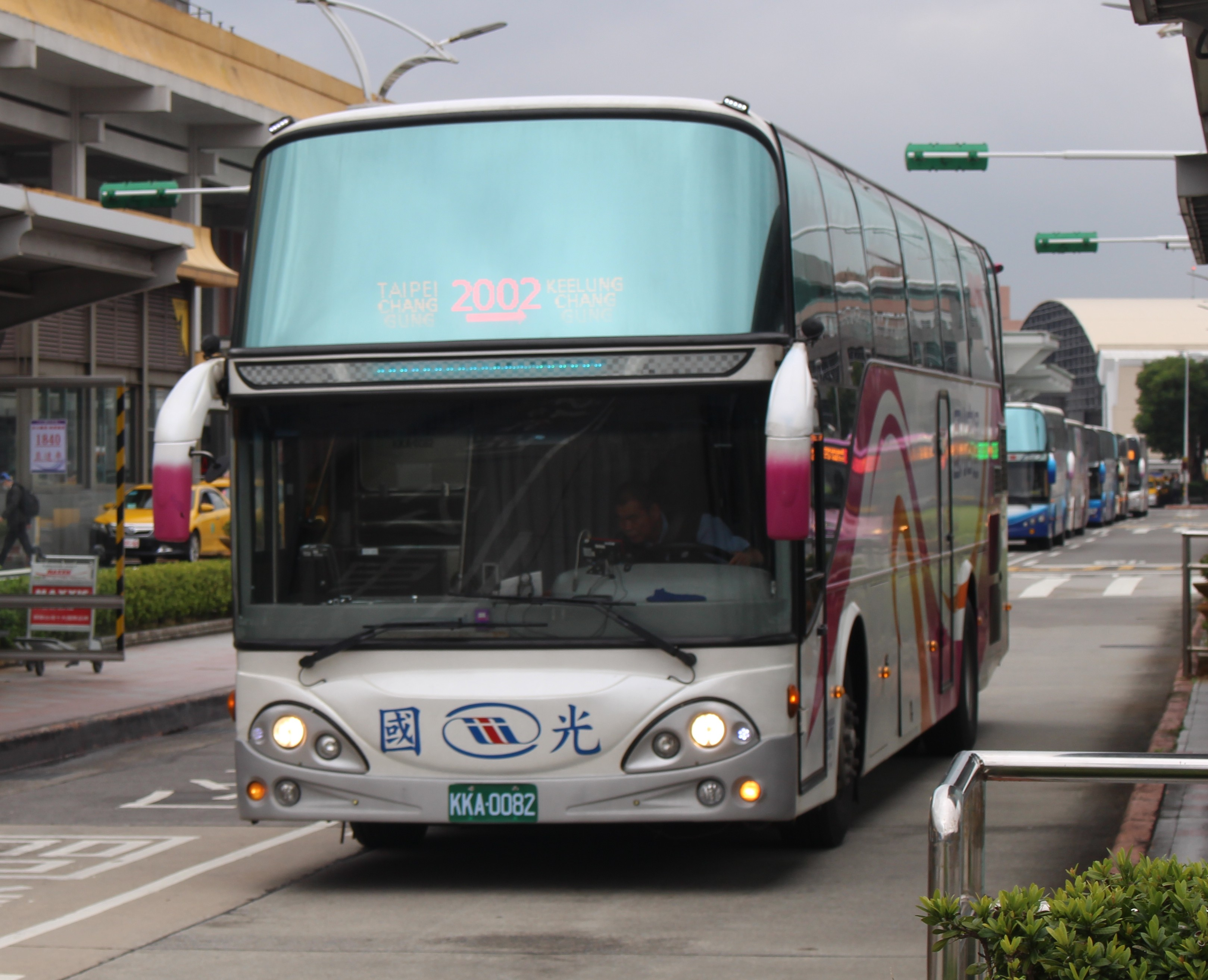
2002路線で運行されるFX117

- 車体工場 : 大吉

- エンジン : DOOSAN DV11K
  - 最大馬力 : 430PS
- 導入年度 : 2013年
10台が観光車から高速路線車に転用された。

#### DAEWOO TX4312

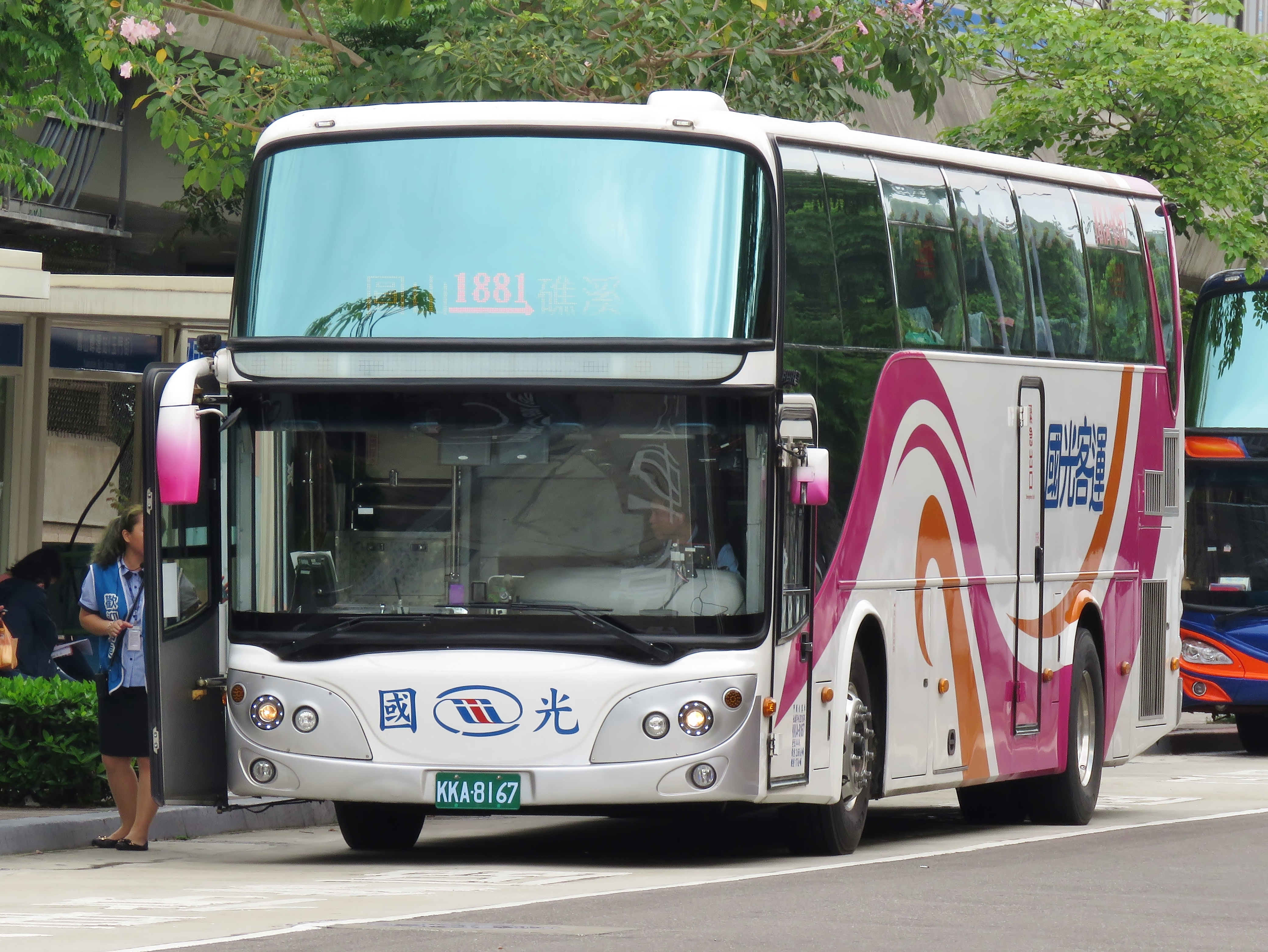
1881路線にて運行されるTX4312号車

- 車体工場 : 成運汽車

- エンジン : DOOSAN DV11K
  - 最大馬力 : 430PS
- 導入年度 : 2016年
10台が観光車から高速路線車に転用された。

## 保有車両(一般路線用)

### トヨタ自動車

#### TOYOTA・コースター(3代目)

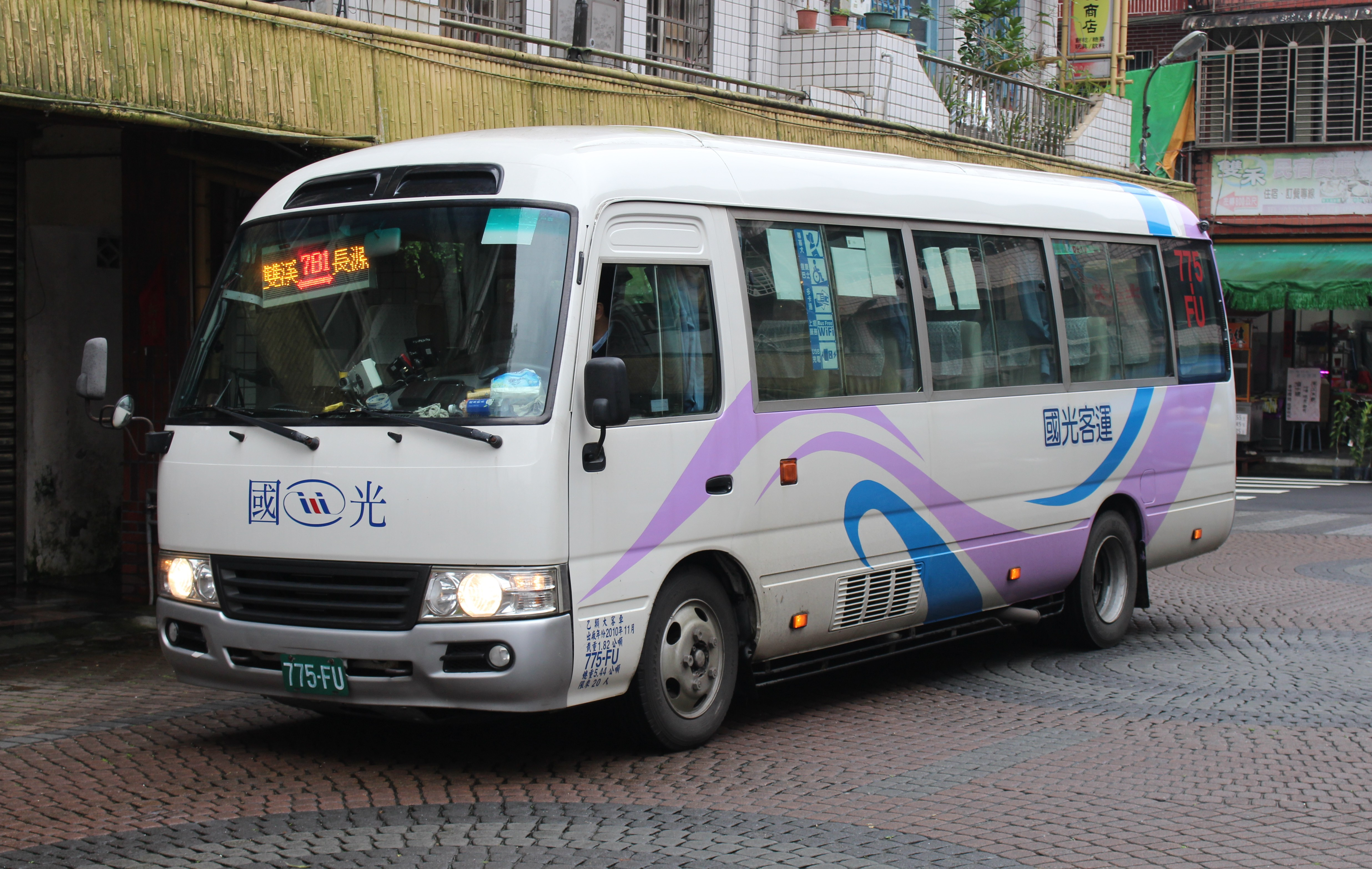
新北市の路線バスとして運行される3代目コースター

- 車体工場 : トヨタ自動車

- エンジン : TOYOTA NO4C-TQ
  - 最大馬力 : 150hp
- 導入年度 : 2011・2017年
2011年に3台が新車で導入され、2017年に大南汽車からの譲渡車(2009年製)の1台が導入されている。

#### TOYOTA・コースター(4代目)
- 車体工場 : トヨタ自動車

- エンジン : TOYOTA NO4C-UH

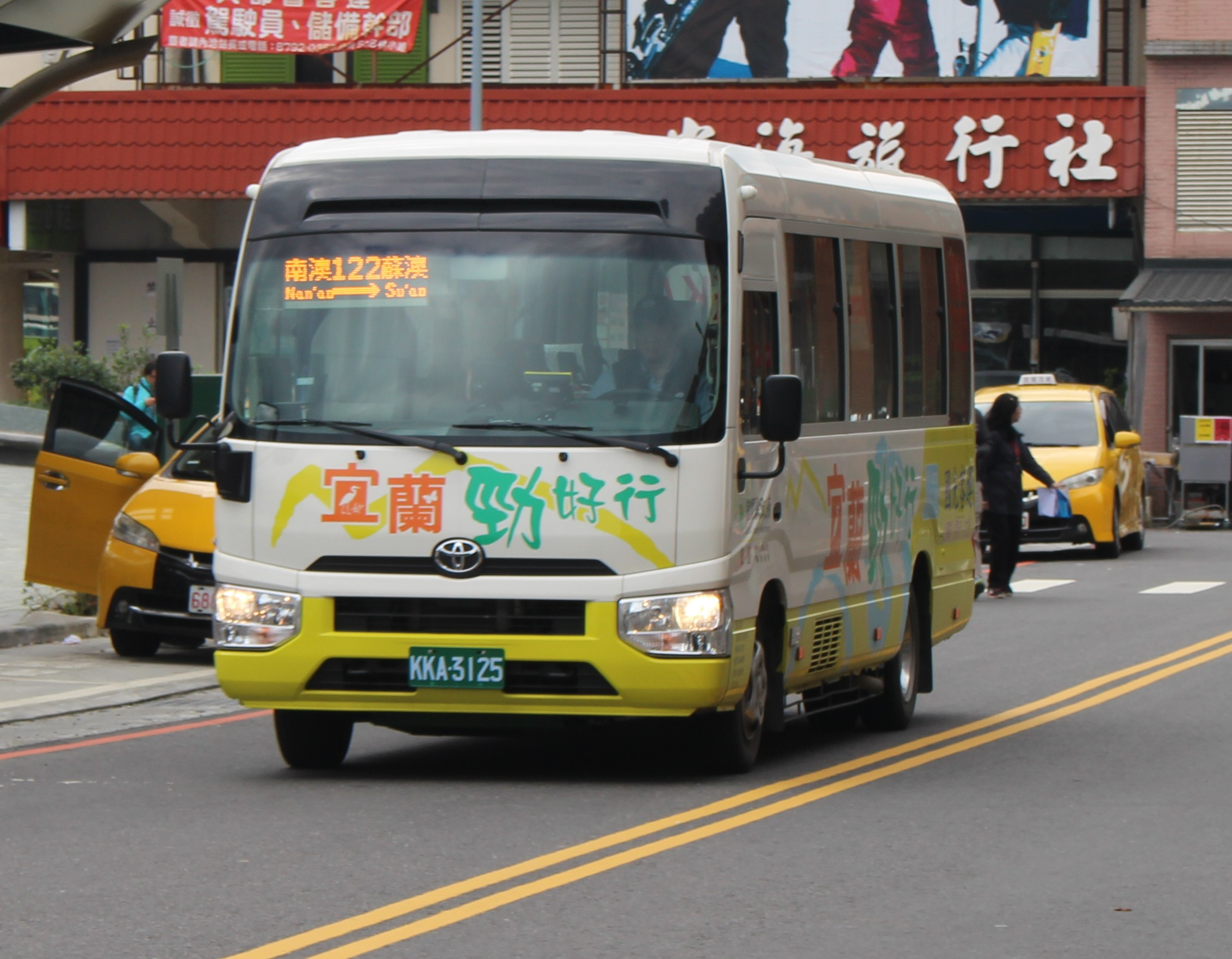
全車「宜蘭観光路線バス」の専用塗装になっている。

  - 最大馬力 : 150hp
- 導入年度 : 2017～2019年
7台が宜蘭観光路線バス用に導入された。

### 大宇バス

#### DAEWOO BC211MA

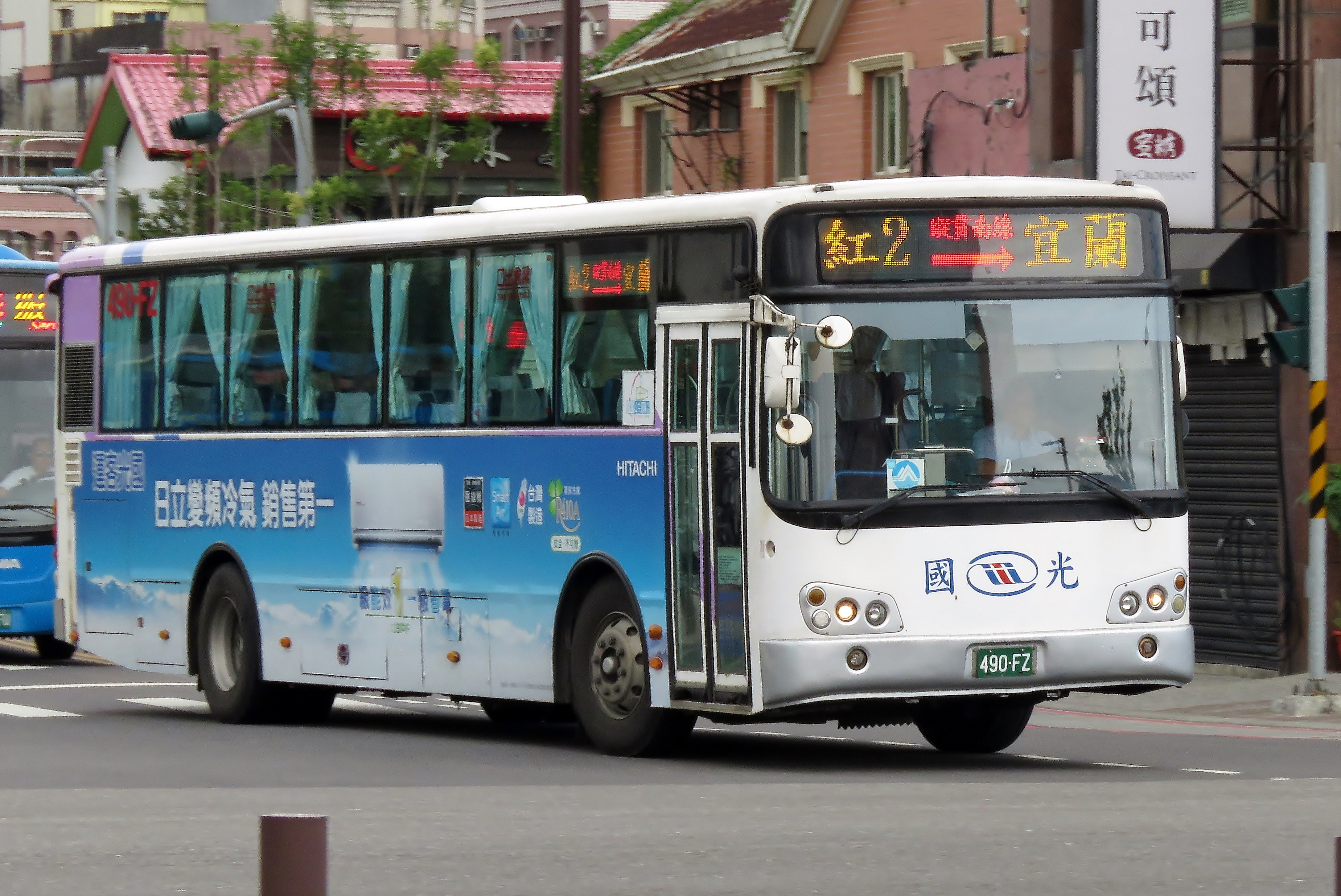
紅2系統で運行されるBS211MA

- 車体工場 : 成運汽車

- エンジン : DOOSAN DL08S
  - 最大馬力 : 300ps
- 導入年度 : 2010・2012年
24台が宜蘭地域にて運行されている。

#### DAEWOO BC211ML

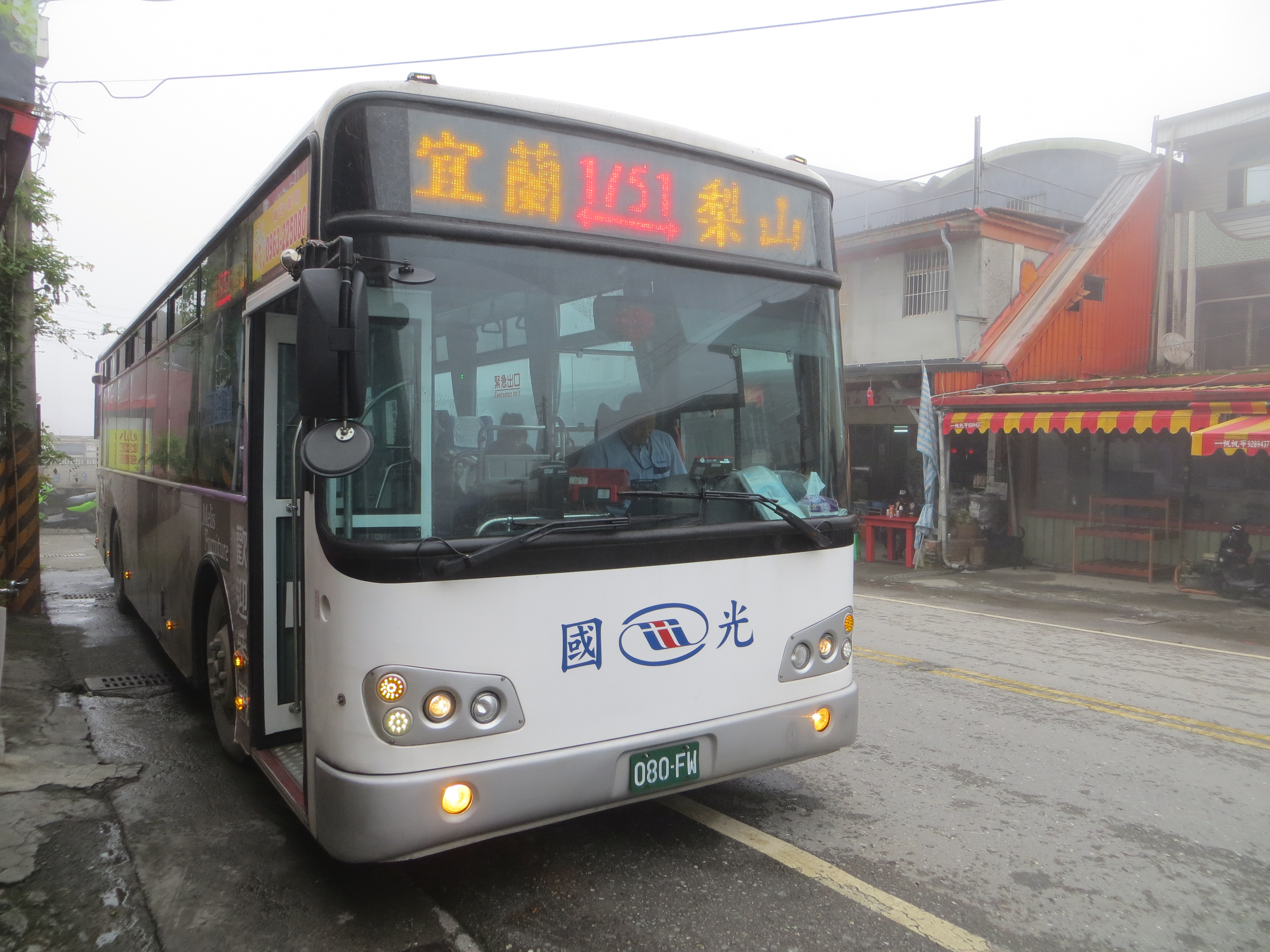
側窓がBS211MAとは多少異なるBC211ML

- 車体工場 : 成運汽車

- エンジン : DOOSAN DL08S
  - 最大馬力 : 300ps
- 導入年度 : 2011・2012年
10台が宜蘭地域にて運行されている。

#### DAEWOO BS120CN(4代目)

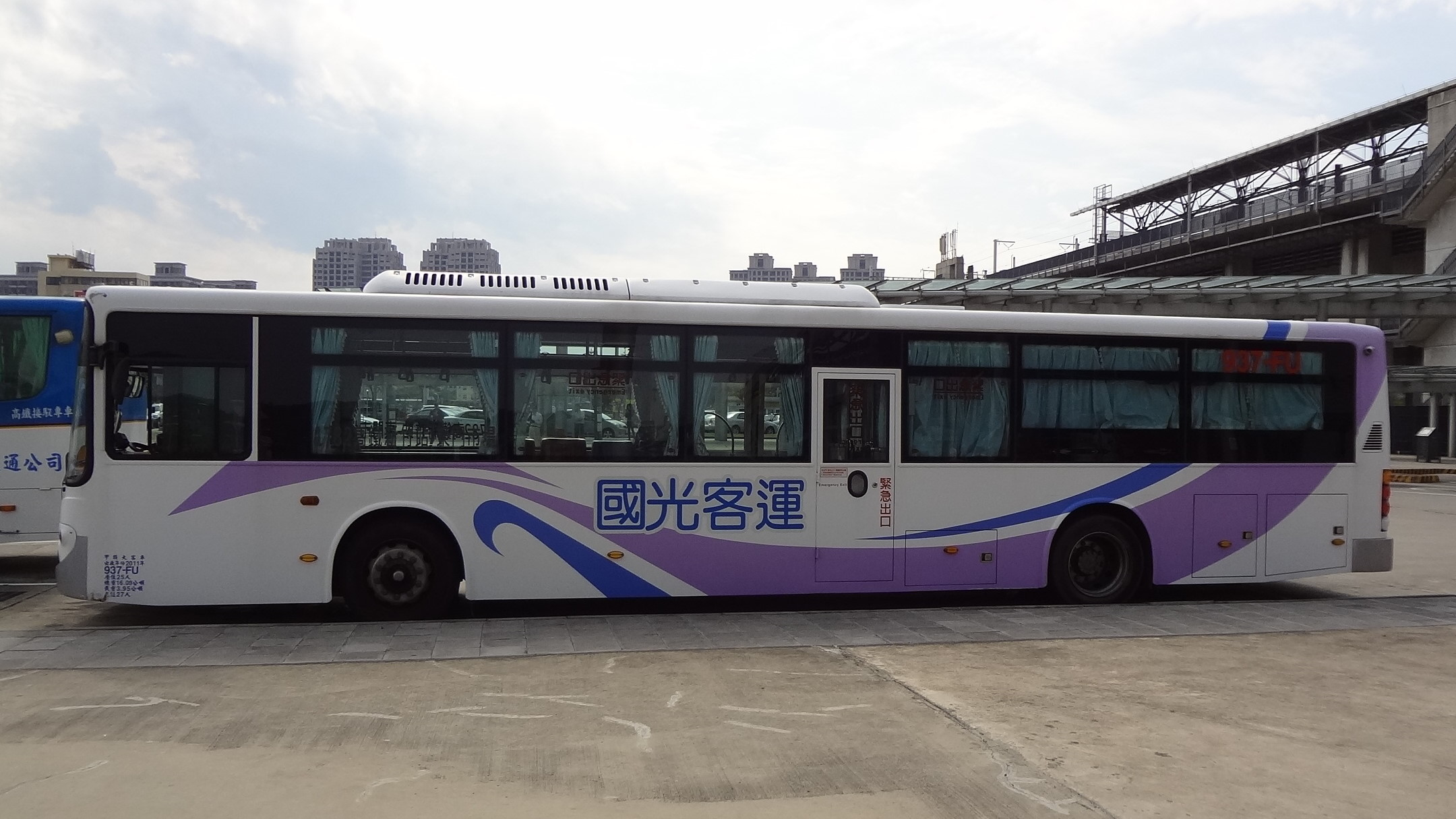
前面が五代目とは大幅に異なる。

- 車体工場 : 成運汽車

- エンジン : DOOSAN DL08S
  - 最大馬力 : 300ps
- 導入年度 : 2011年
1台が新北地域、4台が宜蘭地域にて運行されている。

#### DAEWOO BS120CN(5代目)

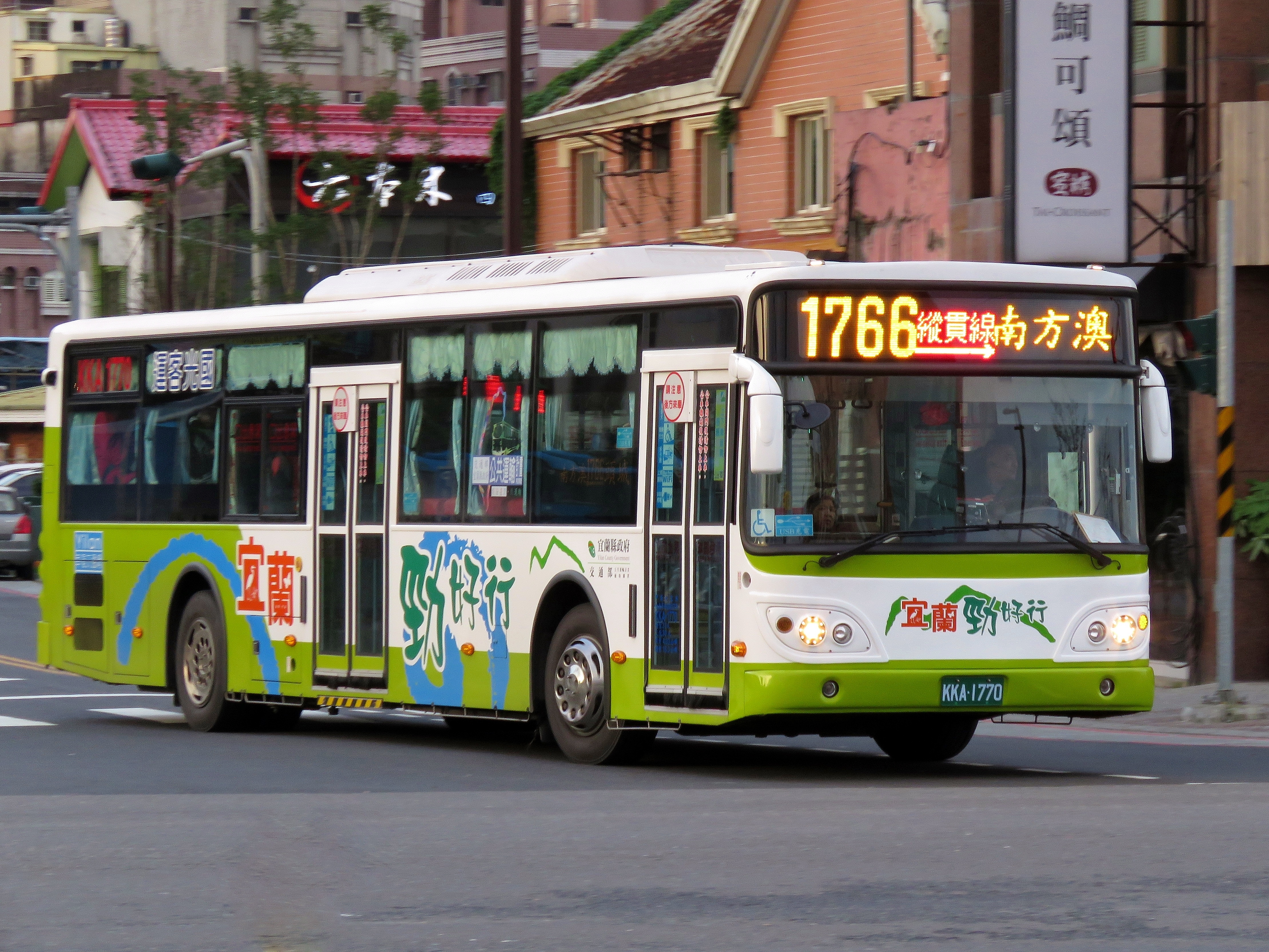
宜蘭観光路線バス塗装の5代目BS120CN

- 車体工場 : 成運汽車

- エンジン : DOOSAN DL08K
  - 最大馬力 : 300ps
- 導入年度 : 2016・2017年
4台が新北地域、20台が宜蘭地域にて運行されている。

### 成運汽車
大宇自動車の技術供与によって生まれた台湾の自動車会社。

#### Master MB120NS

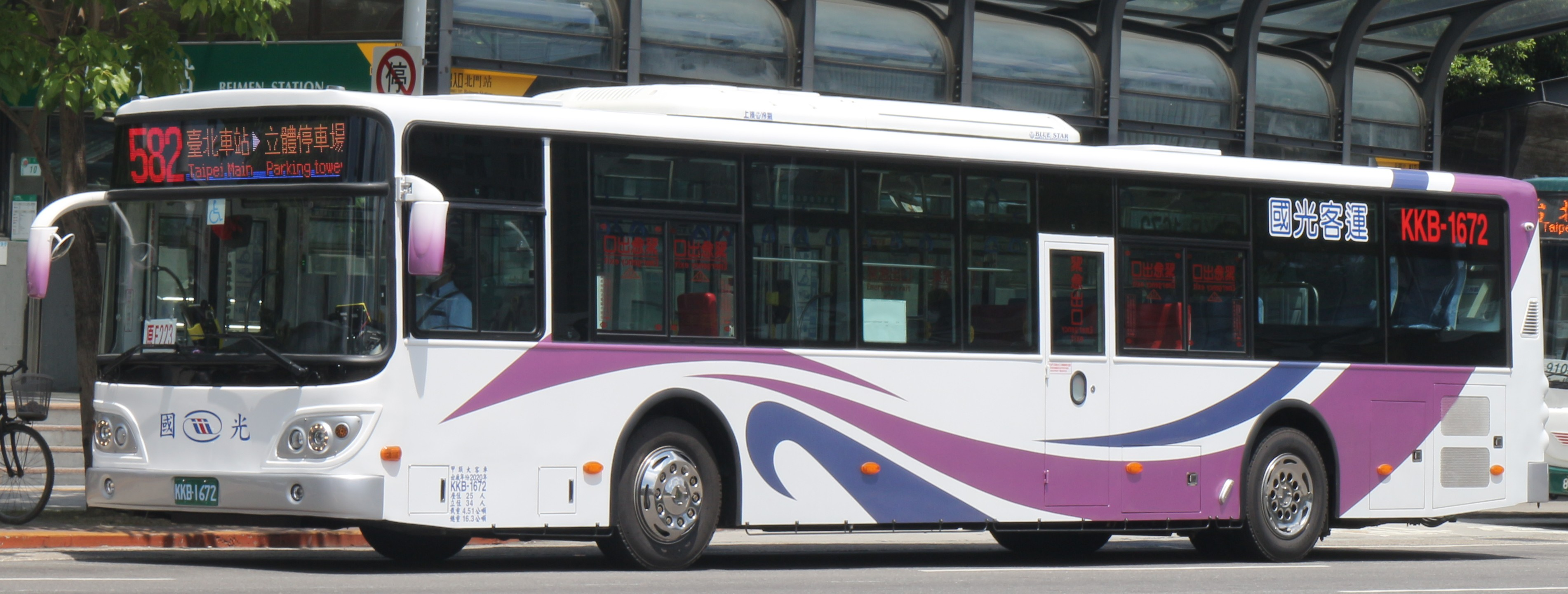
2020年に導入された車両は全て行先表示器がフルカラーLEDになっている。写真は標準塗装の車両。

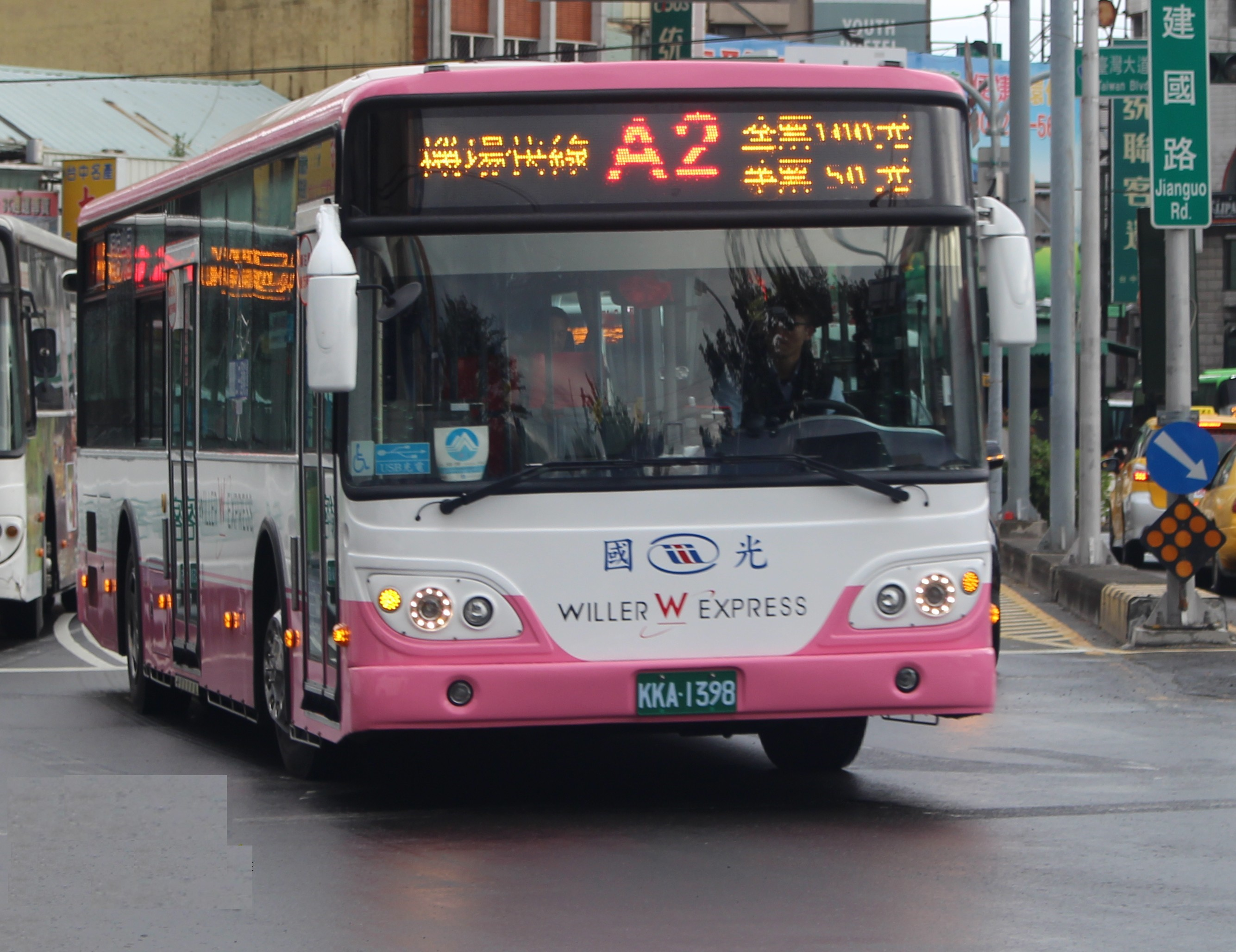
KKA1397・KKA1398号車はWILLER EXPRESSの塗装車。

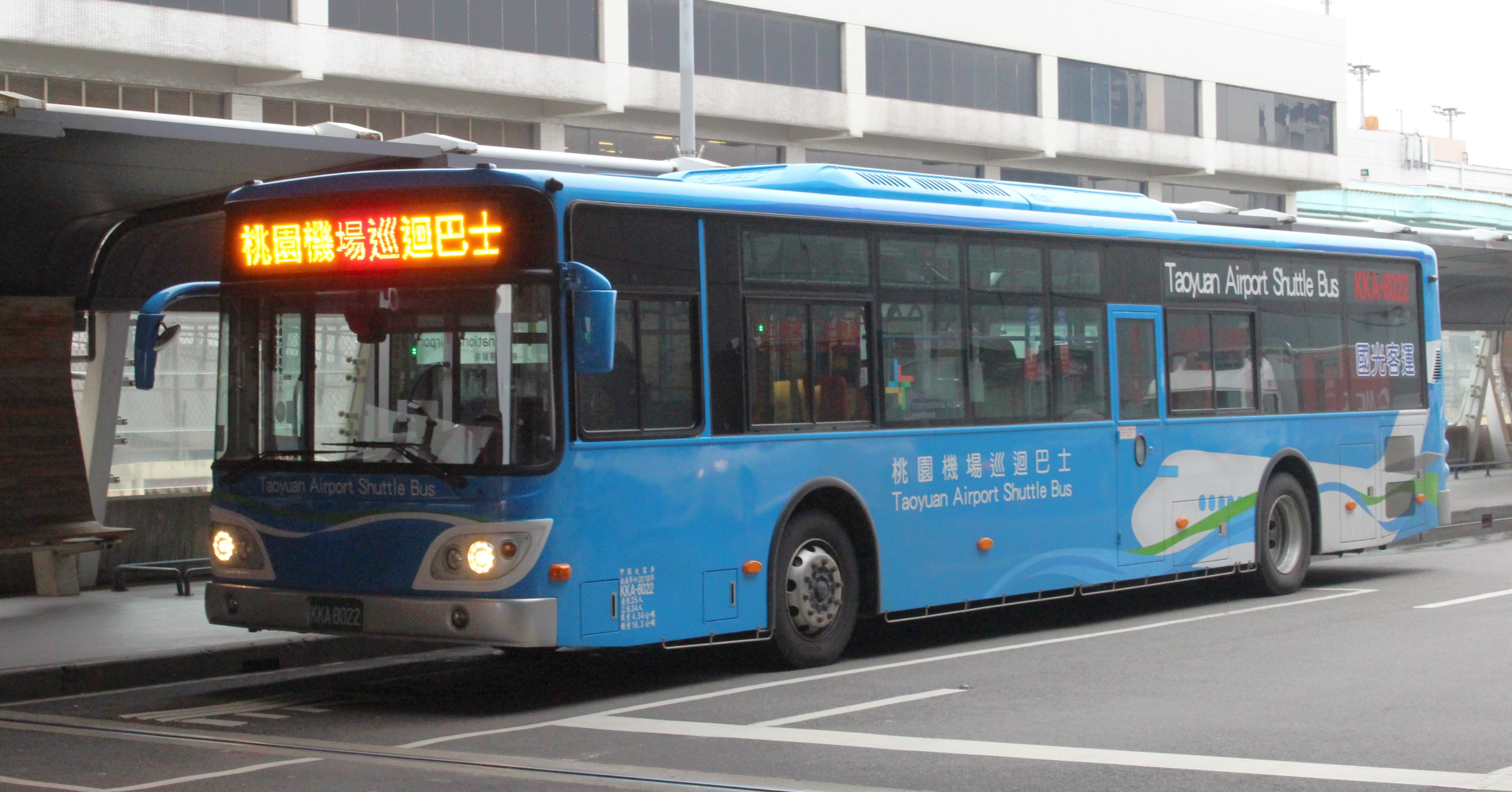
桃園空港で運行される車両は専用塗装になっている。

- 車体工場 : 成運汽車

- エンジン : DOOSAN DL08K
  - 最大馬力 : 300ps
- 車体全長 :11,990mm
- 導入年度 : 2017～2020年
新北地域:17台、宜蘭地域:37台、台中空港路線:4台、桃園空港路線:2台の計.60台が運行されている。

#### Master MB120NSE

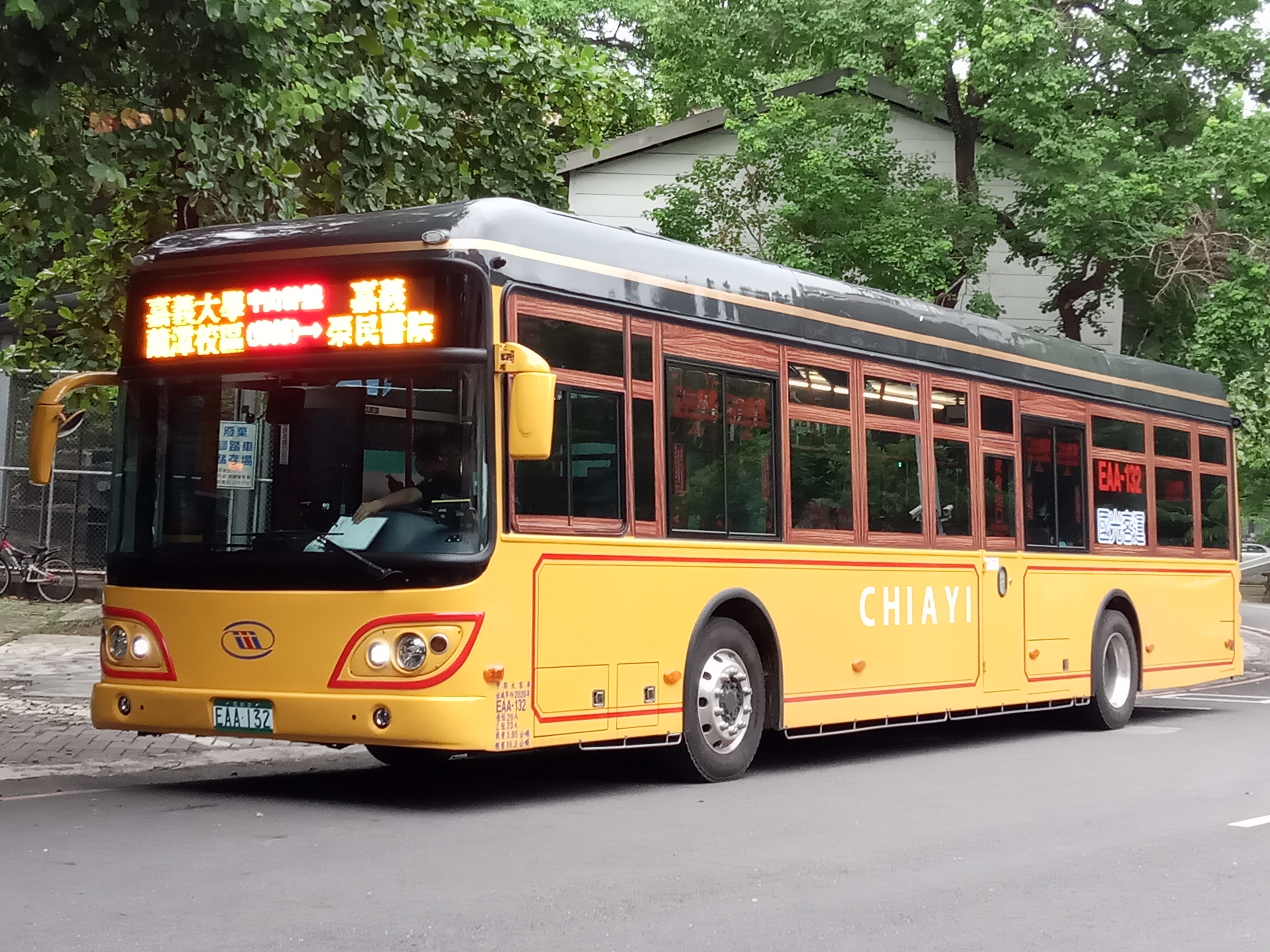
黄色のBS120NSE

- 車体工場 : 成運汽車

- モーター :ZF AVE 130
  - 最大馬力 : 340ps
- 車体全長 :12,190mm
- 導入年度 : 2020年
成運汽車製の電気バス（ノンステップバス）として導入された。
緑色:5台、赤色:1台、黄色:1台、青色:1台の計8台が嘉義市公車3路線にて運行されている。

#### Master MB090NSE
- 車体工場 : 成運汽車
- 導入年度 : 2020年
成運汽車製の電気バス（ノンステップバス）として導入された。

### 華徳動能(RAC)
台湾の電気自動車の商用車を製造している自動車会社

#### RAC RACE150

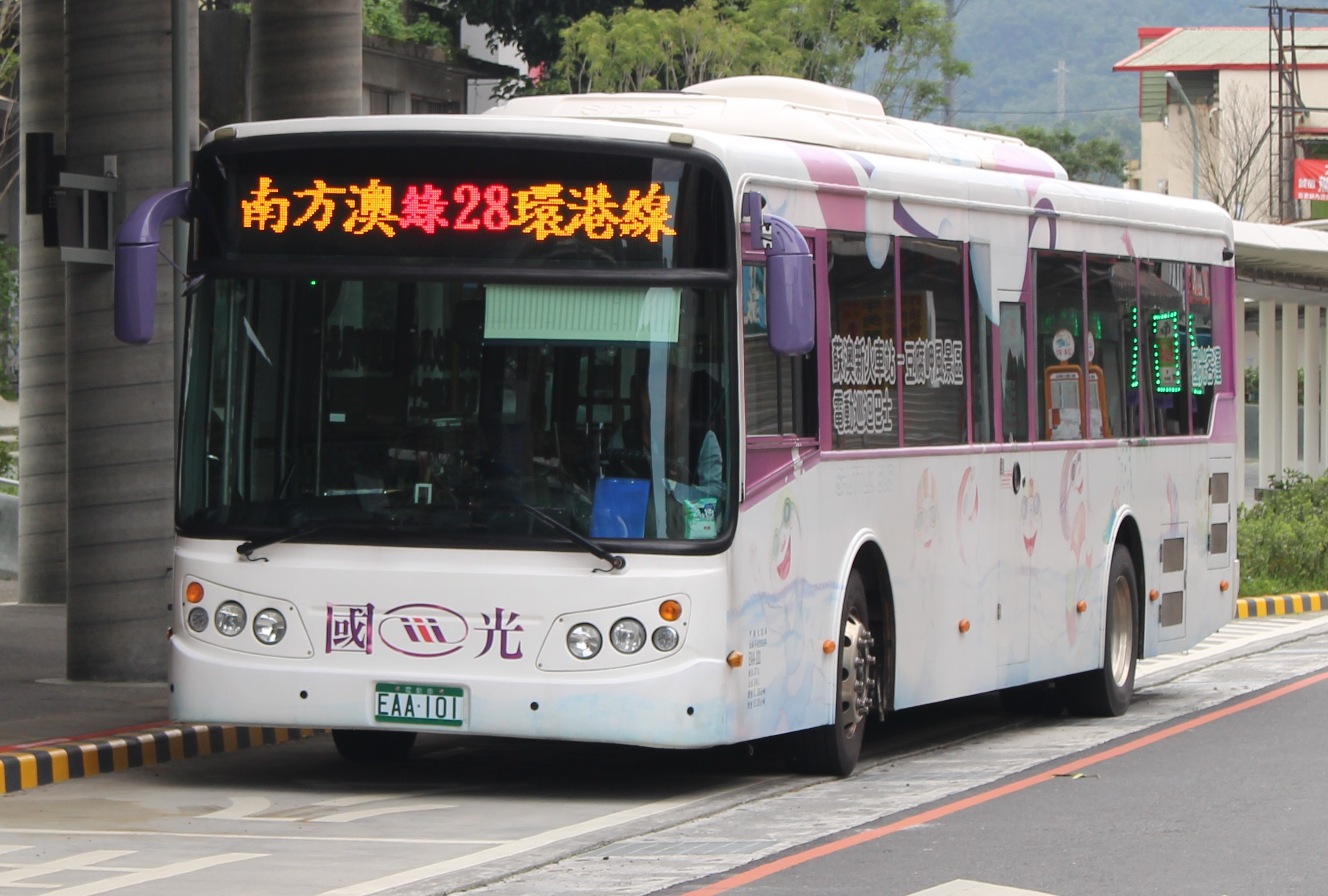
南方澳港区線(緑28系統)専用車となっている。

- 車体工場 : 華徳動能

- モーター :中聚雷天　AC冷却モーター
  - 出力 : 150kW/201hp
- 車体全長 :11,980mm
- 導入年度 : 2016年
3台が宜蘭地域に電気自動車として導入された。

## 保有車両(観光車)

### 大宇バス

#### DAEWOO BH095

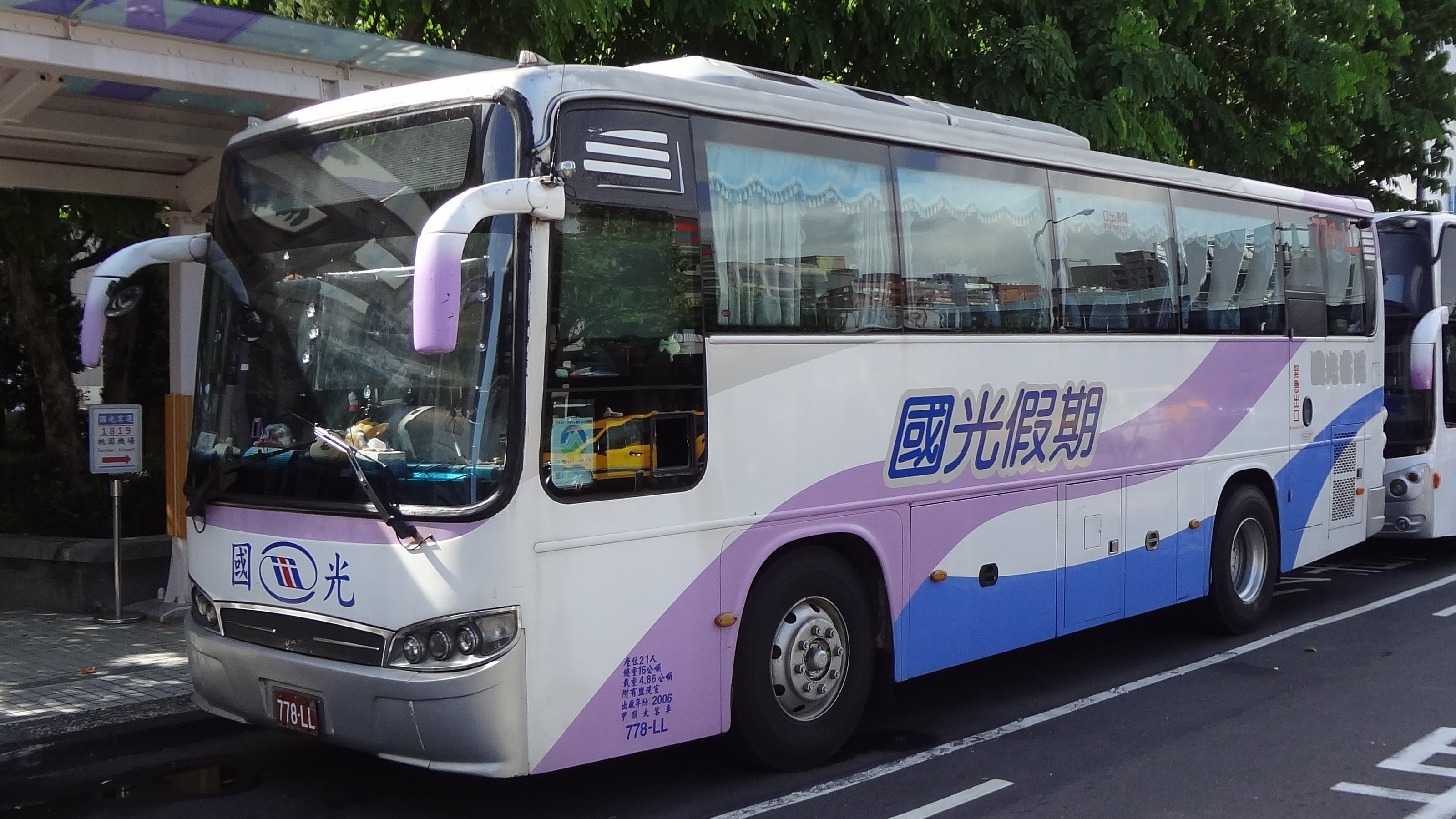
1台のみ在籍している。

- 車体工場 : 成運汽車

- エンジン : DOOSAN DL08
  - 最大馬力 : 270ps
- 導入年度 : 2007年

#### DAEWOO BH117K
- 車体工場 : 大吉、承達

- エンジン : カミンズ ISM380
  - 最大馬力 : 380HP
- 導入年度 : 2006年

　　5台が現在運用中。

#### DAEWOO FX116
- 車体工場 : 成運汽車、大吉

- エンジン : DOOSAN DL08S
  - 最大馬力 : 340ps
- 導入年度 : 2011年

　　21台が導入され、5台は高速路線車両用に転用された為、16台が観光車として運用中。

#### DAEWOO FX117
- 車体工場 : 大吉

- エンジン : DOOSAN DV11K
  - 最大馬力 : 430ps
- 導入年度 : 2013年

　　15台が導入され、10台は高速路線車両用に転用された為、5台が観光車として運用中。

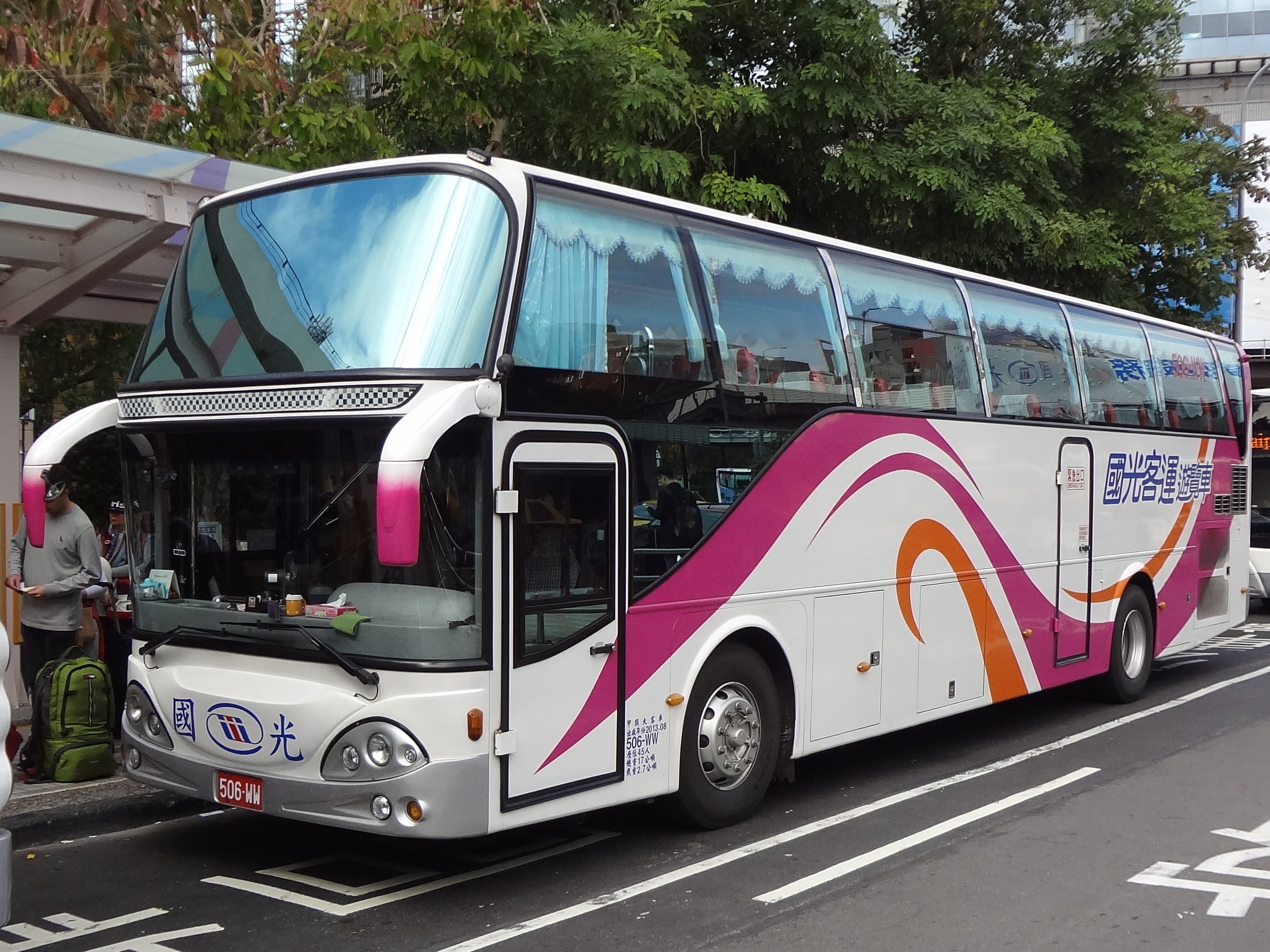
写真の車両は高速路線用に転用された。

#### DAEWOO TX4312
- 車体工場 : 成運汽車

- エンジン : DOOSAN DV11K
  - 最大馬力 : 430ps
- 導入年度 : 2016・2017年

　　33台が導入され、10台は高速路線車両用に転用された為、23台が観光車として運用中。

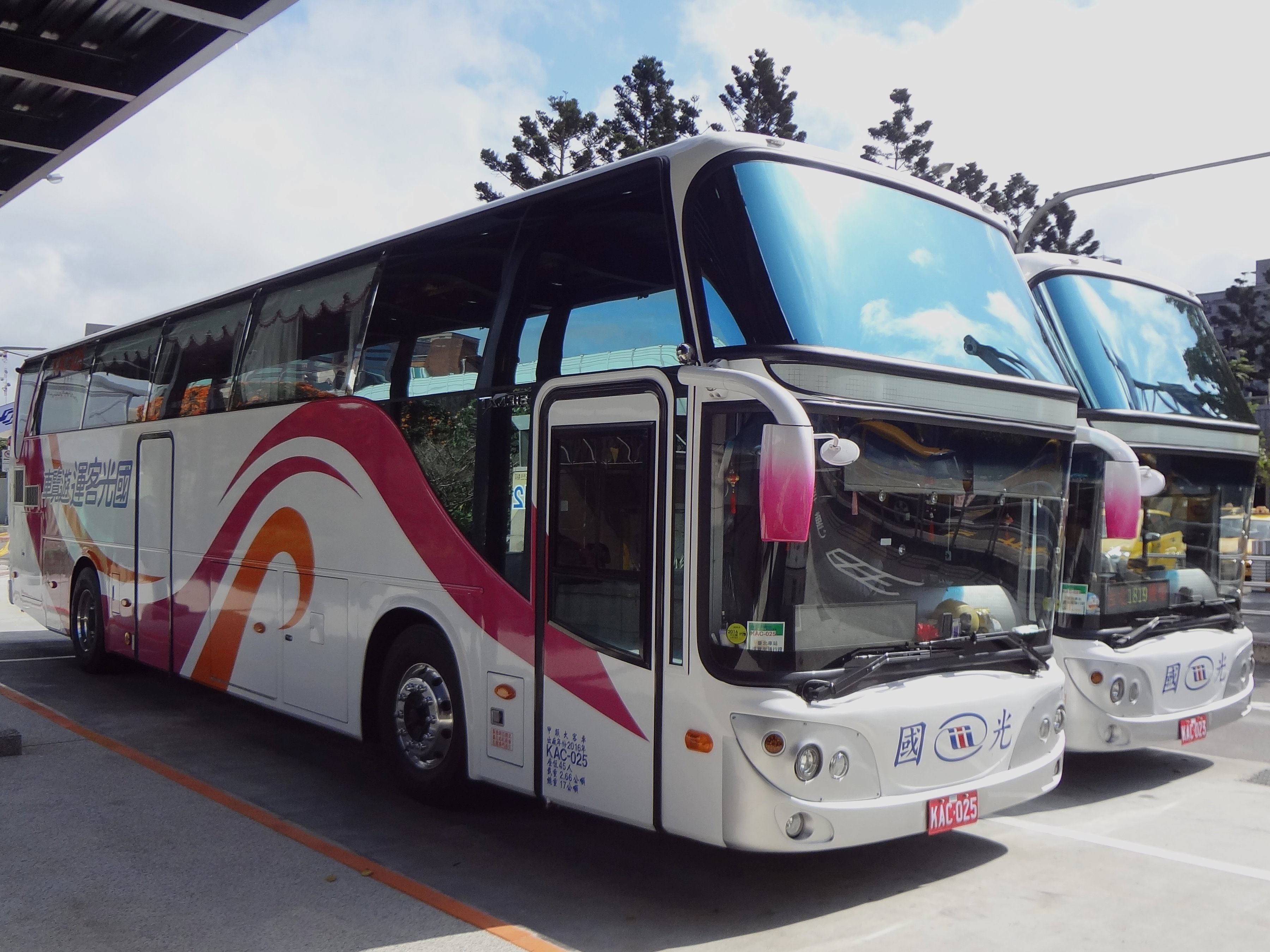

## 関連事業
- 嘉義市公車
- 嘉義市先期バスターミナル